# Bad Lippspringe
Bad Lippspringe (bis 1913 Lippspringe) ist eine kreisangehörige Stadt im Nordosten des deutschen Landes Nordrhein-Westfalen. Der heilklimatische Kurort liegt am Rande des Teutoburger Waldes im Naturpark Teutoburger Wald / Eggegebirge. Das 17.237 Einwohner zählende ostwestfälische Heilbad gehört dem Kreis Paderborn an und liegt etwa acht Kilometer nordöstlich von Paderborn. Die für die Namensgebung ausschlaggebende Lippequelle wurde im Jahre 780 erstmals erwähnt.

## Geografie

### Geografische Lage
Bad Lippspringe liegt am Rande des Teutoburger Waldes im Naturpark Teutoburger Wald / Eggegebirge und ist Heilbad sowie heilklimatischer Kurort. In Bad Lippspringe befinden sich die Karstquellen von Lippe und Jordan, der aber noch im Stadtgebiet in die Lippe mündet. Außerdem gibt es vier Heilquellen (Martinus-Quelle, Alte Arminiusquelle, Neue Arminiusquelle und Liborius-Quelle), die öffentlich zugänglich sind. Große Teile des nördlich von Bad Lippspringe gelegenen Naturschutzgebietes und Truppenübungsplatzes Senne gehören zum Stadtgebiet.
Die Stadt liegt auf Höhen zwischen 120 und 429 m ü. NN.

### Geologie

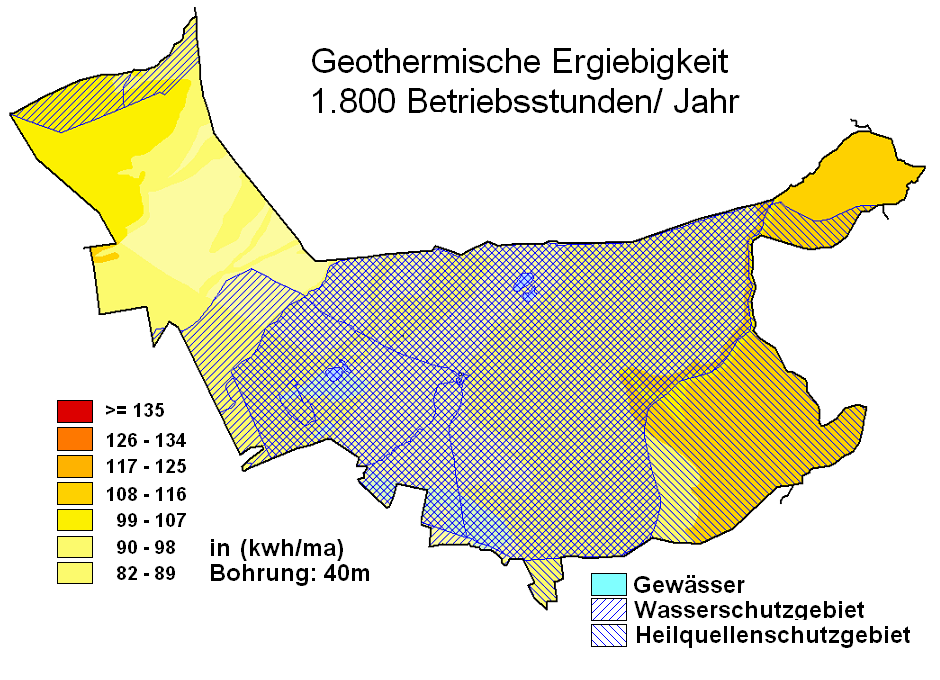
Geothermische Ergiebigkeit im Stadtgebiet

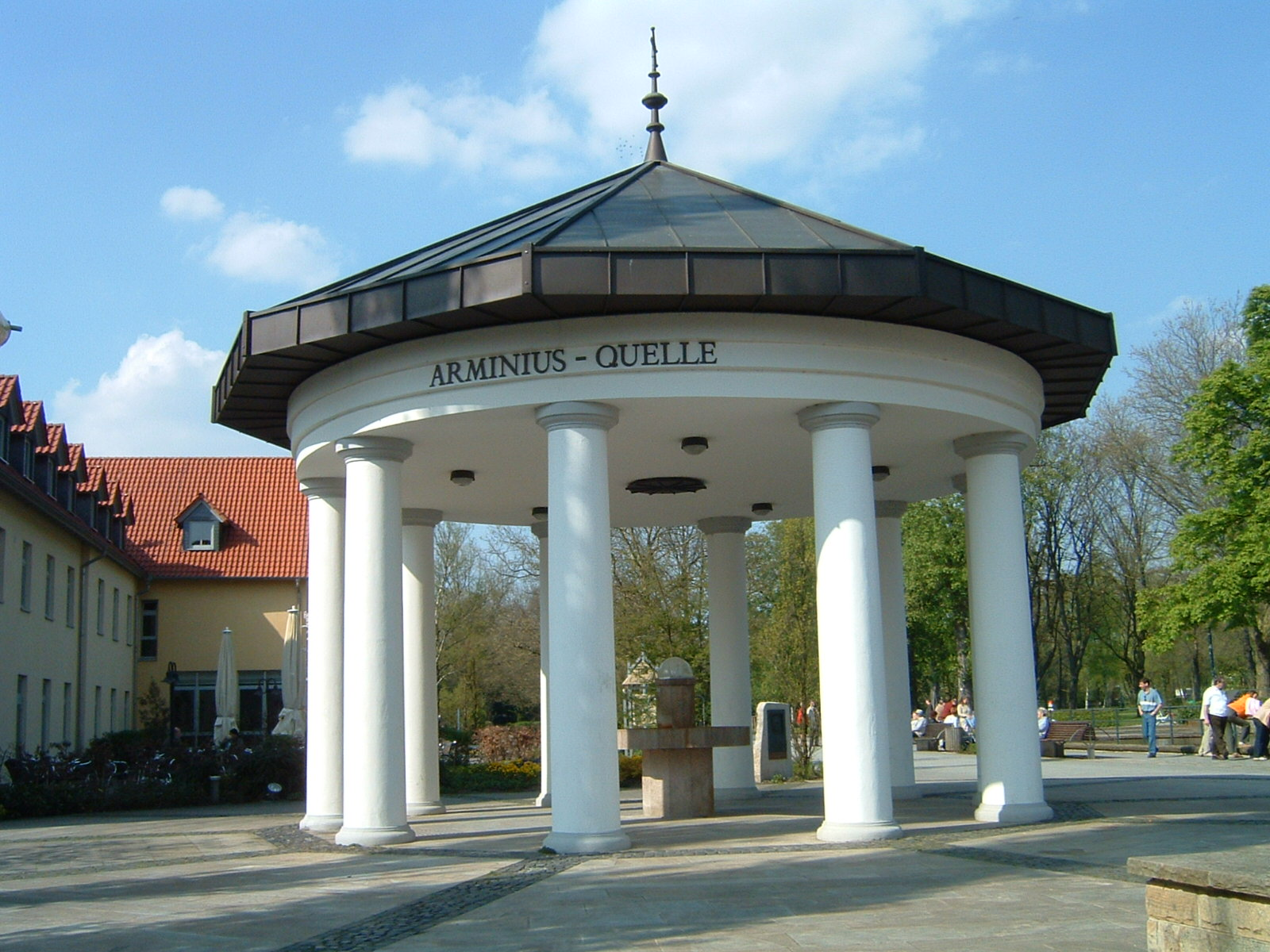
Die Arminiusquelle am Rande des Arminiusparks

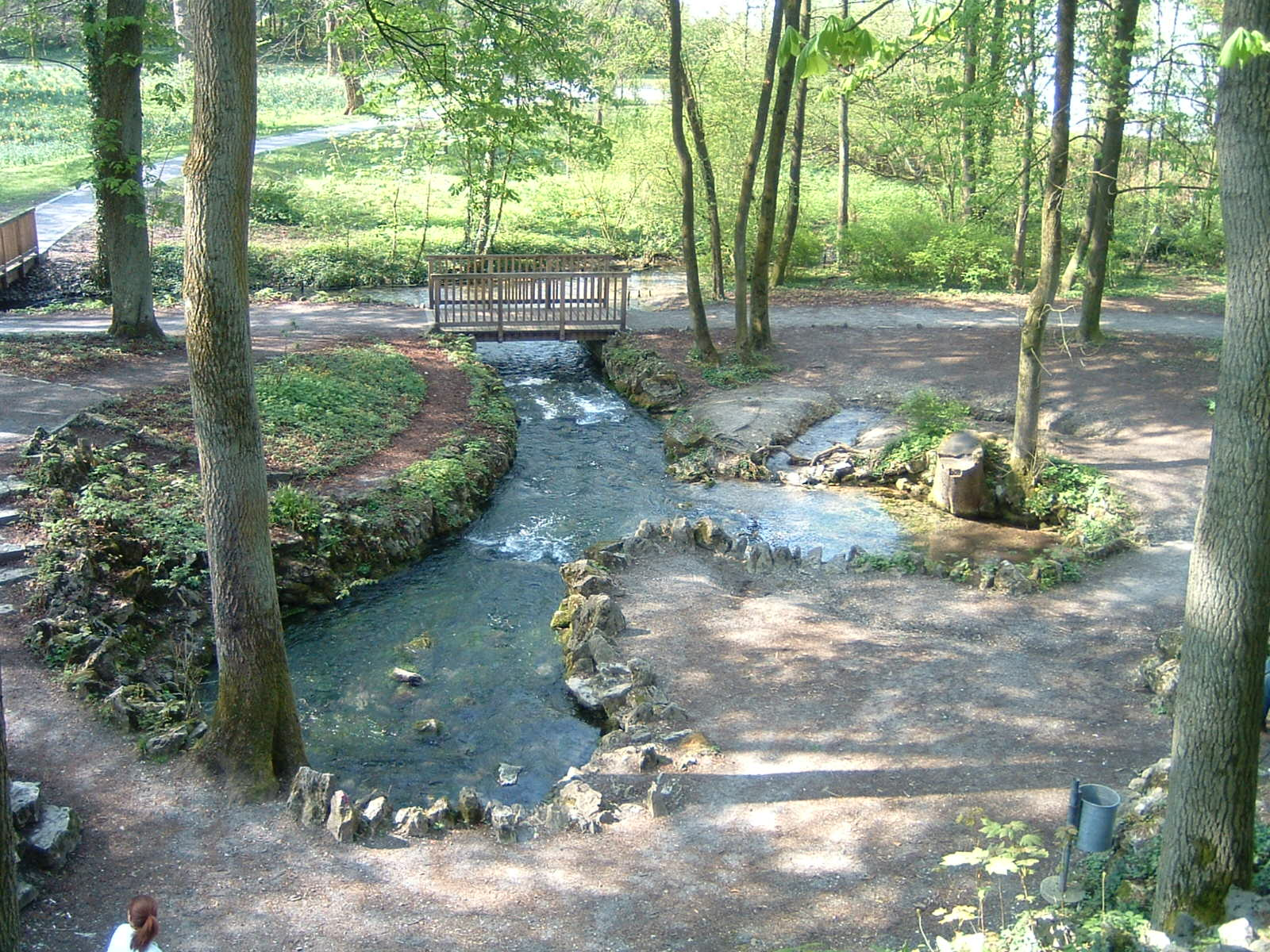
Die Jordanquelle

Der oberflächennahe Untergrund besteht im Bereich von Bad Lippspringe vorwiegend aus tektonisch wenig gestörten Mergelkalksteinen der Oberkreide. Diese sind leicht zum Inneren des Münsterländer Beckens geneigt, an dessen Ostrand sich das Stadtgebiet befindet. Mit zunehmender Tiefe werden diese Gesteine von geringfügig jüngeren Tonmergelsteinen des sogenannten Emscher-Mergels überdeckt. Beide Gesteine liegen über einem Sockel aus gefalteten Gesteinen aus Devon und Karbon.
Im zum Truppenübungsplatz Senne gehörenden nordwestlichen Flachlandsbereich besteht die Decke zumeist aus hauptsächlich sandigem Lockergestein des Eiszeitalters. Es stammt aus Sedimenten der Lippe, Beke und Strothe und auch Grundmoräne und Schmelzwassersanden.
Die Grundwasserstruktur im Stadtgebiet ist reich diversifiziert. Das oberste Stockwerk, genutzt für Einzelversorgungen, wird aus Schmelzwassersanden des Eiszeitalters und Flusssanden und -kiesen der Lippe und Strothe gebildet. Die nächsttiefere Schicht ist ein gut durchlässiger Karstgrundwasserleiter. Das von Südosten anfließende Karstgrundwasser tritt in der Lippe, Jordan-, Beispring- und Thunequelle wieder an die Oberfläche. Es ist jedoch infolge Speisung aus Oberflächenwasser und hoher unterirdischer Fließgeschwindigkeiten verschmutzungsgefährdet. So förderte das städtische Wasserwerk bis 1978 auf dem Marktplatz Trinkwasser aus dem offenen Karst, danach erfolgte wegen hygienischer Probleme ein Anschluss an das Paderborner Wasserwerk.
Das tiefste Grundwasserstockwerk besteht aus Mergel- und Sandsteinen der Unterkreide und enthält stark mineralisiertes Sulfatwasser. Es tritt in mehreren Quellen (Arminiusquelle, Liborius-Quelle, Martinus-Quelle, letztere mit 27,8 °C die wärmste der Bad Lippspringer Heilquellen) zutage und wird im Rahmen von Kuranwendungen balneologisch als Heilwasser genutzt, im Fall der ca. 20 °C warmen Arminiusquelle bereits seit 1832.
Im Stadtgebiet werden Sand und vereinzelt auch Kies des Quartärs zur Nutzung als Schüttgut und Bausand und auch zur Herstellung von Kalksandsteinen abgebaut. Ebenfalls aus dem Quartär stammender Ton und Schluff wurden früher als Rohstoff für die Ziegelherstellung genutzt.
Im westlichen Flachlandgebiet hat sich großflächig saurer, nährstoffarmer Podsol gebildet, der im Untergrund zum Teil mit Ortstein durchsetzt ist. Auf den wenige hundert Jahre alten Dünensanden beginnt die Bodenentwicklung erst, es treten daher dürreempfindliche und nährstoffarme Regosole auf. In den Tälern herrschen Gley vor, die natürliche Grünlandstandorte sind. Pseudogleye haben sich auf dem Geschiebelehm der Grundmoräne entwickelt. Im Osten des Stadtgebiets, also auf der Egge und der Paderborner Hochfläche, sind die Mergelkalksteine der Oberkreide zu Braunerde verwittert. Mittelalterliche Rodungen führten dazu, dass der hier ehemals weitverbreitete Löss in die Täler abgespült wurde und sich dort zu Kolluvien formte.
Bad Lippspringe eignet sich in den besiedelten Gebieten eingeschränkt zur Nutzung von geothermischen Wärmequellen mittels Erdwärmesonden und zur Wärmegewinnung durch Wärmepumpenheizungen. Vereinzelte Standorte eignen sich nicht (vgl. dazu die nebenstehende Karte).

### Ausdehnung und Nutzung des Gemeindegebiets
Die als „große Landgemeinde“ klassifizierte Gemeinde bedeckt eine Fläche von 50,99 km². Den größten Flächenanteil nehmen Wald- und Landwirtschaftsflächen mit zusammen ca. 72,6 % ein, Siedlungs- und Verkehrsfläche bedecken weitere rund 15,6 %. Bad Lippspringe hat einen namhaften Anteil an Heideland (etwa 10,77 %).
Die größte Ausdehnung in Nord-Süd-Richtung ist ca. 10,6 km, in Ost-West-Richtung ca. 14,2 km.
| Fläche nach Nutzungsart | Landwirt- schaftsfläche | Wald- fläche | Gebäude-, Frei- und Betriebsfläche | Verkehrs- fläche | Wasser- fläche | Sport- und Grünfläche | sonstige Nutzung |
| ----------------------- | ----------------------- | ------------ | ---------------------------------- | ---------------- | -------------- | --------------------- | ---------------- |
| Fläche in km²           | 17,31                   | 19,72        | 3,60                               | 2,88             | 0,50           | 1,45                  | 5,51             |
| Anteil an Gesamtfläche  | 33,95 %                 | 38,68 %      | 7,06 %                             | 5,65 %           | 0,98 %         | 2,84 %                | 10,81 %          |

### Nachbargemeinden
Im Norden grenzt Bad Lippspringe an die Gemeinde Schlangen, die dem Kreis Lippe angehört. Östlich liegt die Gemeinde Altenbeken, im Südwesten die Kreisstadt Paderborn sowie westlich die Gemeinde Hövelhof. Die drei Orte gehören zum Kreis Paderborn.

### Stadtgliederung
Weder die Hauptsatzung noch die Bevölkerung von Bad Lippspringe unterscheidet Ortsteile oder Ortschaften.

### Klima
Bad Lippspringe gehört der gemäßigten Klimazone Mitteleuropas an und liegt im Bereich des subatlantischen Seeklimas. Die Winter sind unter atlantischem Einfluss meist mild und die Sommer mäßig warm. Die Jahresmitteltemperatur liegt bei ca. 8,5–9 °C.
Durch die Lage im subatlantischen Seeklima herrscht ganzjährig ein humides Klima mit relativ gleich verteilten Niederschlägen vor. Insgesamt fallen an der Messstation Schieder im langjährigen Mittel 867 mm Niederschlag jährlich.
|                        | Jan  | Feb  | Mär  | Apr  | Mai  | Jun  | Jul  | Aug  | Sep  | Okt  | Nov  | Dez  |   |       |
| Mittl. Temperatur (°C) | 0,9  | 1,6  | 4,3  | 7,9  | 12,4 | 15,3 | 16,8 | 16,7 | 13,8 | 10,1 | 5,2  | 2,3  | ⌀ | 9     |
|                        |      |      |      |      |      |      |      |      |      |      |      |      |   |       |
| Niederschlag (mm)      | 79,6 | 55,4 | 70,5 | 66,6 | 78,2 | 89,7 | 88,6 | 82,9 | 70,4 | 59,5 | 79,4 | 92,8 | Σ | 913,6 |
|                        |      |      |      |      |      |      |      |      |      |      |      |      |   |       |
| Sonnenstunden (h/d)    | 1,4  | 2,6  | 3,3  | 4,9  | 6,3  | 6,2  | 5,9  | 5,9  | 4,3  | 3,5  | 1,7  | 1,2  | ⌀ | 3,9   |

|  |

|  |

|  |

|  |

|  |

|  |

|  |

|  |

|  |

|  |

|  |

|  |

|  |

|  |

|  |

|  |

|  |

|  |

|  |

|  |

|  |

|  |

|  |

|  |

Niederschlagsdiagramm Bad Lippspringe

Zum Klima in der Region Ostwestfalen-Lippe, zu der die Stadt gehört, siehe auch den Artikel Klima in Ostwestfalen-Lippe.

## Geschichte

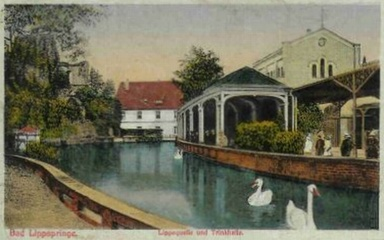
Lippequelle und Trinkhalle 1910 (Ansichtskarte)

Bad Lippspringe gehörte seit der Gründung zur weltlichen Herrschaft des deutschen Bistums Paderborn, ursprünglich im Herzogtum Sachsen. Ab dem 14. Jahrhundert bildete sich das Territorium Hochstift Paderborn (Hochstift) im Heiligen Römischen Reich, ab dem 16. Jahrhundert dem niederrheinisch-westfälischen Reichskreis zugehörig. 1802/03 wurde das Hochstift vom Königreich Preußen besetzt. In napoleonischer Zeit lag der Ort auf dem Gebiet des Königreiches Westphalen. Seit 1815 gehörte Bad Lippspringe zum Königreich Preußen. 1945 bis 1949 war es Teil der britischen Besatzungszone, seit 1946 des Bundeslandes Nordrhein-Westfalen.
Im Jahre 780 wurde der Ort erstmals erwähnt. Karl der Große bezeichnet ihn als „Lippiogyspringiae“ und hielt hier während des sächsisch-fränkischen Krieges (772 bis 804) drei Reichsversammlungen in den Jahren 776, 780 und 782 ab. Auf der Reichsversammlung von 782 wurde unter anderem die fränkische Grafschaftsverfassung in Sachsen eingeführt.
1235 wurde die Familie „von Lippspringe“ erstmals erwähnt. Im Jahre 1312 errichtete das Paderborner Domkapitel die Burg Lippspringe an der Lippequelle. Im Umkreis der Burg siedelten sich Bauern und Handwerker aus der Umgebung an. Für die niederadligen Burgmannen der Familie Westphalen wurde Lippspringe in der ersten Hälfte des 14. Jahrhunderts zum wichtigsten Bezugsort. Sie waren bis zum Ende des Mittelalters die eigentlichen Burgherren. Das Domkapitel erhob 1445 die inzwischen befestigte Siedlung Lippspringe zur Stadt. Nach zahlreichen Fehden und dadurch entstandenen Beschädigungen wurde die Burg 1482 renoviert und neu befestigt, ebenso 1665 nach schweren Zerstörungen im Dreißigjährigen Krieg (1618 bis 1648). Durch den Siebenjährigen Krieg (1756 bis 1763) wurde die Burg erneut schwer beschädigt, sodass 1785 das letzte noch bewohnte Gebäude der Burg aufgegeben werden musste. Heute ist sie nur noch eine Ruine.
1801 erhielt Frankreich im Frieden von Lunéville die linksrheinischen deutschen Gebiete. Preußen wurde für seine dortigen Besitzungen u. a. mit dem Hochstift Paderborn entschädigt. Das Domkapitel verlor auch seinen Besitz in Lippspringe, der zunächst unter die preußische Domänenverwaltung kam und später an Privatleute verkauft wurde.
Im Königreich Westphalen bildete Lippspringe von 1807 bis 1813 eine Gemeinde im Kanton Lippspringe des Distrikts Paderborn im Departement der Fulda. 1813 fiel Lippspringe wieder an Preußen und 1816 kam der Ort zum neuen Kreis Paderborn.
Im Jahre 1832 wurde durch Zufall die Arminius-Quelle als erste Heilquelle entdeckt. Sie galt bis dahin irrtümlich als Nebenquelle der Lippe.
Lippspringe verlor 1843, wie alle preußischen Orte mit weniger als 2500 Einwohnern, seine vollen Stadtrechte, blieb aber eine Titularstadt, die nach der Landgemeindeordnung verwaltet wurde und Sitz des Amtes Lippspringe war.
Im Jahre 1913 bekam der Ort die amtliche Bezeichnung „Bad Lippspringe“ verliehen.
1915 wurde der Schießstand der Stadt in ein Lazarett umgewandelt, um die Gefangenen aus dem 9 km westlich gelegenen Sennelager zu versorgen.
1921 erhielt Lippspringe die Bürgermeisterverfassung im Sinne der westfälischen Städteordnung und schied damit aus dem Amt Lippspringe aus. 1962 wurde im Kurwald die Martinus-Quelle erbohrt. Sie versorgt heute das Thermal-Freibad, die Westfalen-Therme, das Hallenbad, das Therapiezentrum Martinus-Quelle mit dem Bewegungsbad und die Trinkhalle im Kaiser-Karls-Park. Nach dem neuen Kurorte-Gesetz des Landes Nordrhein-Westfalen wurde Bad Lippspringe 1975 „Staatlich anerkanntes Heilbad“. Im Jahre 1980 erhielt der Ort die Anerkennung als „Heilklimatischer Kurort“.
Im Rahmen der Expo Initiative Ostwestfalen-Lippe wurden 2000 der Allergiepfad und der Kommunikationspark errichtet. Außerdem wurde die Nebelwiese am Jordan angelegt, um für Allergiepatienten ein Gebiet mit reduziertem Pollenflug zu schaffen.
Dezember 1923 wurde hier die Mechanische Weberei G.m.b.H. gegründet, die 1957 „Europas größte Spezialfabrik für Lichtbildwände“ war. Erstmals gelang hier die Beschichtung gewebter Leinwand mit Glasperlen (23 Mio./m²). Die Produktion wurde 1991/1992 nach Červený Kostelec, Böhmen, Tschechien verlagert, wo die Mechanische Weberei Bohemia s.r.o. wieder unter der Marke „MW“ produziert.

### Christentum

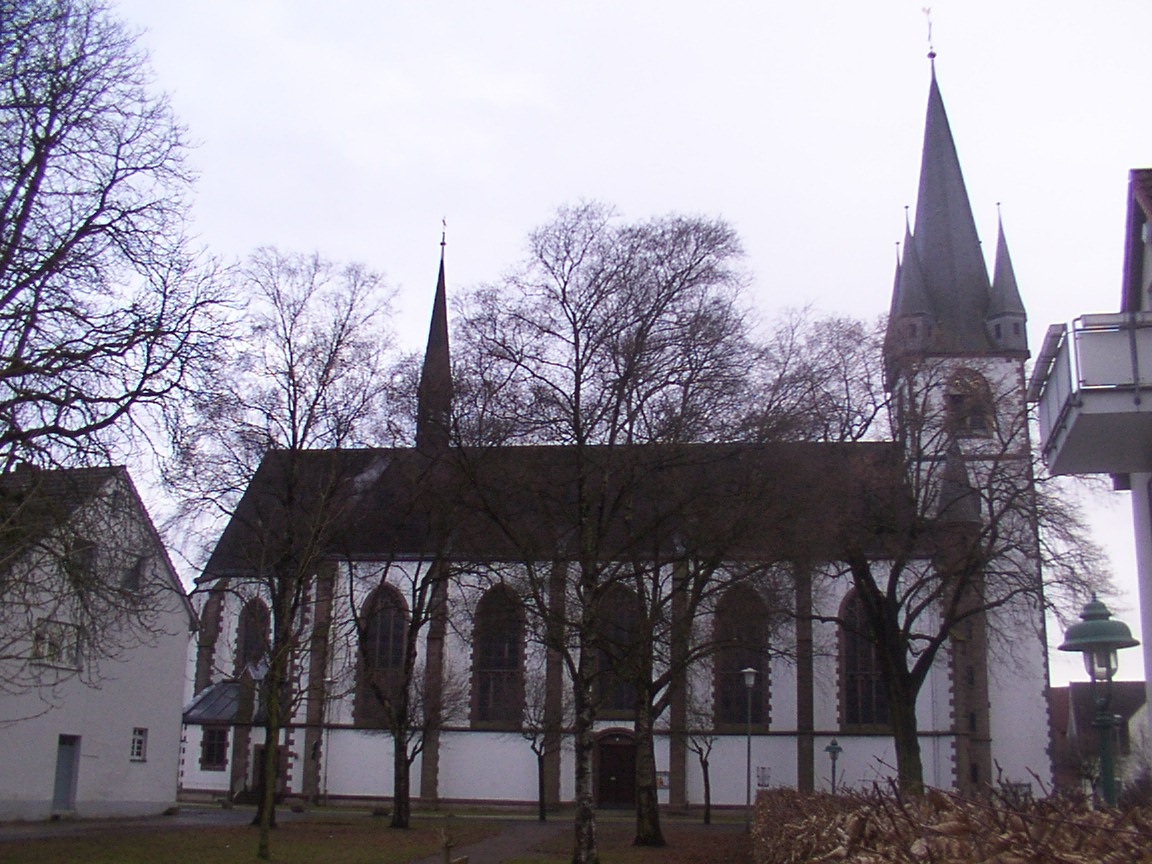
Kath. Pfarrkirche St. Martin

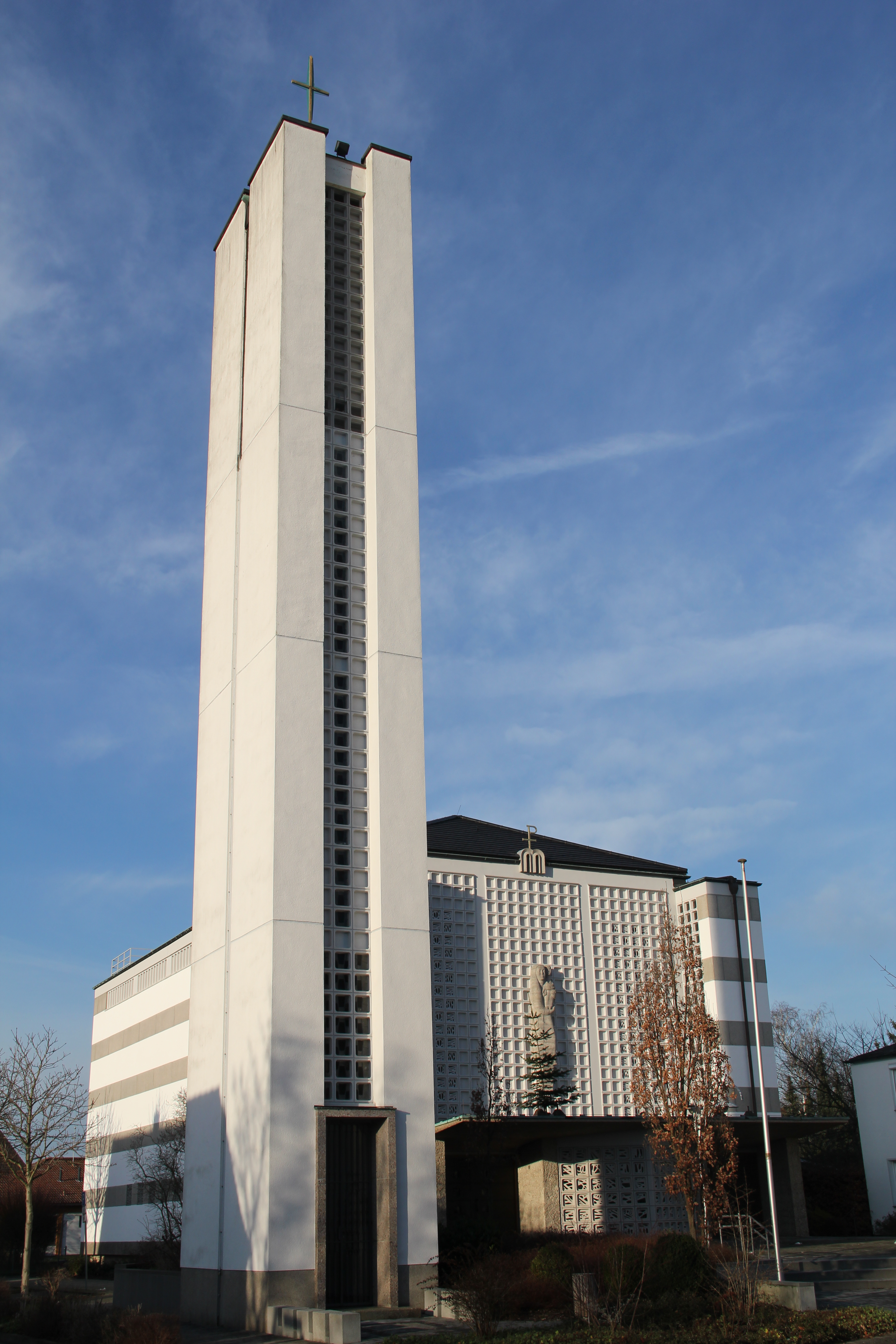
Katholische Sankt-Marien-Kirche in Bad Lippspringe

Aufgrund seiner Zugehörigkeit zum ehemaligen Hochstift Paderborn ist die Bevölkerung in Bad Lippspringe traditionell überwiegend katholisch.
Eine evangelische, Paderborn zugeordnete Gemeinde wurde in Bad Lippspringe 1838 gegründet und ein erstes Presbyterium gewählt. Mit Spenden und 3100 Reichstalern aus der Staatskasse entstanden eine Schule und eine am 17. Juli 1846 eingeweihte Kirche, die 1859 einen Kirchturm erhielt. Ab 1850 gab es in der Stadt Hilfsprediger, 1864 wurde der erste Gemeindepfarrer eingeführt. Im selben Jahr musste die Kirche infolge Anwachsens der Gemeinde erweitert werden, ebenso nochmals 1900 infolge des zunehmenden Kurbetriebes.
Darüber hinaus gibt es in Bad Lippspringe die Christen-Gemeinde, eine freikirchlich evangelisch-reformierte Gemeinde.
Ebenso besteht seit Februar 2018 in Bad Lippspringe die Russisch-Orthodoxe Gemeinde zu Ehren der Hl. Gottesmutter-Ikone „Feodorovskaya“. Die russisch-orthodoxe Gemeinde fand in den Räumlichkeiten der früheren katholischen St.-Maximilian-Kirche Platz.

### Konfessionsstatistik
Zu Beginn des 20. Jahrhunderts hatte Bad Lippspringe 2630 Einwohner. Davon waren 76 % (2000) katholisch, 23 % (600) evangelisch und 1 % Sonstige.
Zum 31. Dezember 2016 zählte die Stadt Bad Lippspringe laut eigener Pressemitteilung 16.498 Einwohner davon waren 44 % (7253) katholisch, 20,7 % (3408) evangelisch und 35,3 % Sonstige.

### Eingemeindungen
1885 wurde ein kleiner Teil (1871: 14 Einwohner) der Gemeinde Neuenbeken in die Stadt Bad Lippspringe eingemeindet.
Im Rahmen der nordrhein-westfälischen Gebietsreform wurde im Zuge der Umsetzung des „Gesetzes zur Neugliederung der Gemeinden und Kreise des Neugliederungsraumes Sauerland/Paderborn (Sauerland/Paderborn-Gesetz)“ vom 5. November 1974 zum 1. Januar 1975 ein Gebietsaustausch zwischen der Stadt Bad Lippspringe und der Gemeinde Schlangen durchgeführt, von dem auch bewohnte Gebiete betroffen waren.

### Einwohnerentwicklung
Die folgende Übersicht zeigt die Einwohnerzahlen der Stadt Bad Lippspringe nach dem jeweiligen Gebietsstand, der über den gesamten Zeitraum nahezu unverändert blieb. Bei den Zahlen handelt es sich von 1818 bis 1970 und für 1987 um Volkszählungsergebnisse. und ab 1975 um amtliche Fortschreibungen des Landesamtes für Datenverarbeitung und Statistik. Die Zahlen von 1975 bis 1985 sind geschätzte Werte, die Zahlen ab 1990 Fortschreibungen auf Basis der Ergebnisse der Volkszählung von 1987, ab 2012 Fortschreibungen auf Basis des Zensus 2011. Die Angaben beziehen sich ab 1871 sowie für 1946 auf die Ortsanwesende Bevölkerung, ab 1925 auf die Wohnbevölkerung und ab 1985 auf die Bevölkerung am Ort der Hauptwohnung. Vor 1871 wurden die Einwohnerzahlen nach uneinheitlichen Erhebungsverfahren ermittelt.

Bevölkerungsentwicklung in Bad Lippspringe von 1818 bis 2007 (jeweiliger Gebietsstand)

| Jahr | Einwohner |
| ---- | --------- |
| 1818 | 1.149     |
| 1831 | 1.622     |
| 1837 | 1.664     |
| 1843 | 1.673     |
| 1849 | 1.801     |
| 1852 | 1.823     |
| 1858 | 1.973     |
| 1867 | 2.045     |
| 1871 | 1.990     |
| 1885 | 2.337     |
| 1895 | 2.459     |
| 1905 | 3.100     |

| Jahr | Einwohner |
| ---- | --------- |
| 1925 | 04.894    |
| 1933 | 05.158    |
| 1939 | 05.604    |
| 1946 | 08.538    |
| 1950 | 08.253    |
| 1961 | 08.762    |
| 1970 | 09.751    |
| 1974 | 10.829    |
| 1975 | 10.956    |
| 1980 | 11.874    |
| 1985 | 12.113    |
| 1987 | 11.891    |

| Jahr | Einwohner |
| ---- | --------- |
| 1990 | 12.860    |
| 1995 | 14.566    |
| 2000 | 14.885    |
| 2005 | 15.292    |
| 2007 | 15.256    |
| 2008 | 15.126    |
| 2012 | 15.091    |
| 2015 | 15.572    |
| 2018 | 16.089    |
| 2019 | 16.237    |
| 2022 | 16.808    |
| 2024 | 17.200    |

## Politik

### Stadtrat
Der bei der Kommunalwahl am 13. September 2020 gewählte Stadtrat hat seit der Konstituierenden Sitzung am 9. November 2020 38 Sitze. Das Ergebnis der Wahl zeigen die Diagramme. Der Bürgermeister ist Ratsvorsitzender.

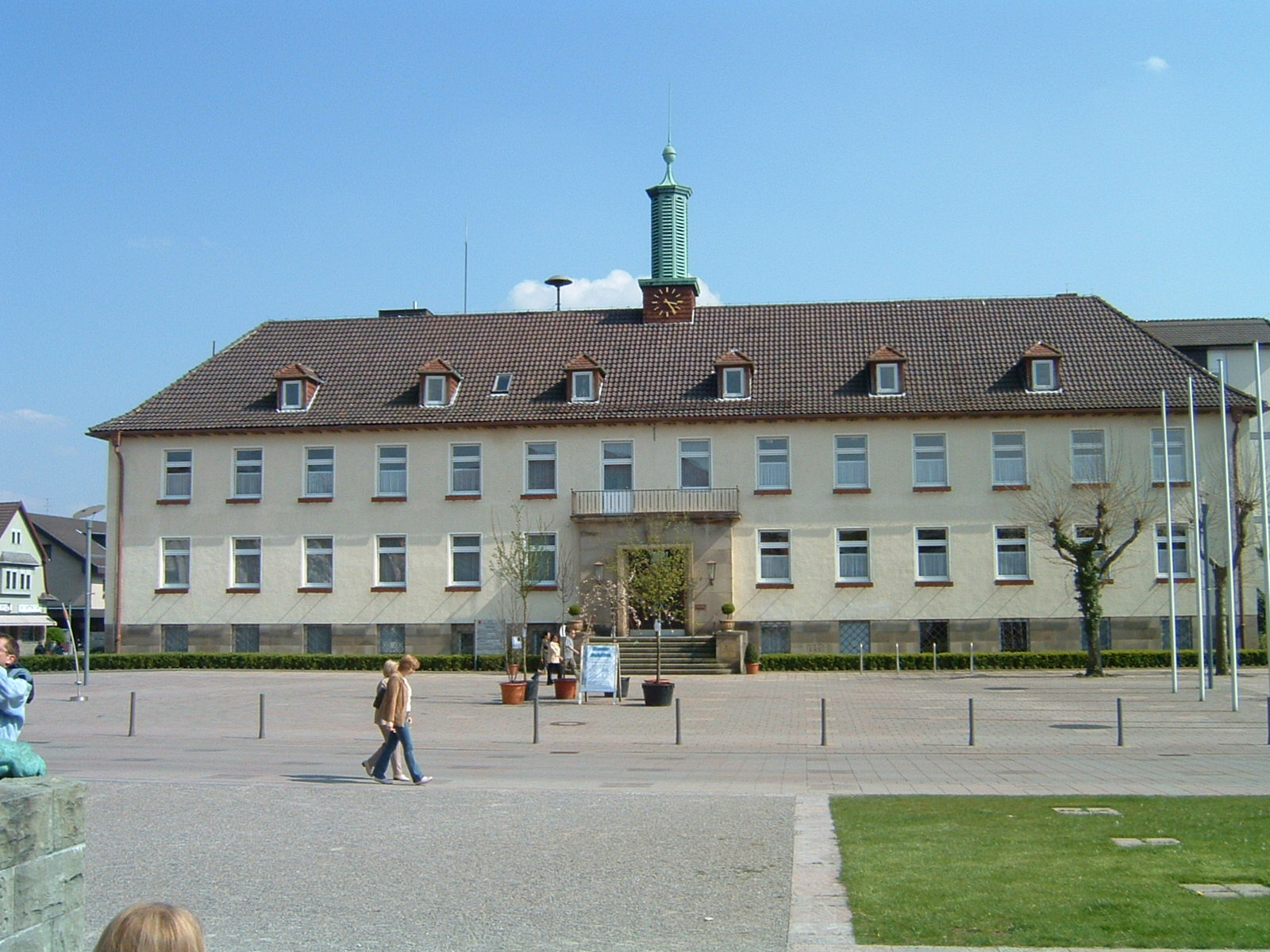
Rathaus

Die folgende Tabelle zeigt die Kommunalwahlergebnisse seit 1975:
| [ 25 ] [ 26 ]   | 2020    | 2020    | 2014    | 2014    | 2009    | 2009    | 2004    | 2004    | 1999    | 1999    | 1994    | 1994    | 1989    | 1989    | 1984    | 1984    | 1979    | 1979    | 1975    | 1975    |
| Partei          | Sitze   | %       | Sitze   | %       | Sitze   | %       | Sitze   | %       | Sitze   | %       | Sitze   | %       | Sitze   | %       | Sitze   | %       | Sitze   | %       | Sitze   | %       |
| --------------- | ------- | ------- | ------- | ------- | ------- | ------- | ------- | ------- | ------- | ------- | ------- | ------- | ------- | ------- | ------- | ------- | ------- | ------- | ------- | ------- |
| CDU             | 15      | 39,01   | 16      | 38,23   | 11      | 31,11   | 17      | 51,25   | 16      | 50,27   | 18      | 52,66   | 18      | 52,52   | 16      | 47,49   | 19      | 56,42   | 20      | 59,17   |
| FWG1            | 08      | 20,72   | 10      | 22,82   | 10      | 26,73   | −       | −       | −       | −       | −       | −       | −       | −       | −       | −       | −       | −       | −       | −       |
| SPD             | 06      | 15,86   | 07      | 17,59   | 07      | 18,18   | 06      | 20,86   | 08      | 26,62   | 11      | 35,05   | 11      | 34,82   | 11      | 34,72   | 10      | 31,36   | 10      | 32,38   |
| Grüne           | 05      | 13,71   | 04      | 08,68   | 04      | 10,16   | 04      | 12,28   | 04      | 11,10   | −       | −       | −       | −       | −       | −       | −       | −       | −       | −       |
| FDP             | 02      | 05,32   | 03      | 06,76   | 03      | 09,62   | 05      | 15,62   | 04      | 12,01   | 04      | 12,29   | 04      | 12,66   | 06      | 17,80   | 04      | 12,22   | 03      | 08,45   |
| Linke           | 02      | 05,37   | 02      | 05,91   | 01      | 04,18   | −       | −       | −       | −       | −       | −       | −       | −       | −       | −       | −       | −       | −       | −       |
| Gesamt2         | 38      | 100     | 42      | 100     | 36      | 100     | 32      | 100     | 32      | 100     | 33      | 100     | 33      | 100     | 33      | 100     | 33      | 100     | 33      | 100     |
| Wahlbeteiligung | 48,54 % | 48,54 % | 47,81 % | 47,81 % | 56,20 % | 56,20 % | 54,58 % | 54,58 % | 61,63 % | 61,63 % | 81,09 % | 81,09 % | 66,87 % | 66,87 % | 69,44 % | 69,44 % | 74,56 % | 74,56 % | 89,37 % | 89,37 % |

1 Freie Wählergemeinschaft Bad Lippspringe

2 ohne Berücksichtigung von Rundungsdifferenzen

### Bürgermeister
- 1971 bis 1984: Josef Antpöhler (* 16. Juli 1927; † 19. November 2008)[27]
- 1984 bis 1992: Elisabeth Winkler[28]
- 1992 bis 1999 Martin Schulte (CDU)[29]
- 1999 bis 2009: Willi Schmidt[30]
- 2009 bis 2020: Andreas Bee (parteilos)[31]
- 2020 bis heute: Ulrich Lange (CDU)[32][33]

Bürgermeister der Stadt Bad Lippspringe ist seit November 2020 Ulrich Lange (CDU). Nachdem der vorherige Bürgermeister Andreas Bee zur Bürgermeisterwahl am 13. September 2020 nicht mehr zur Wahl antrat, wurde Lange mit 57,53 % gewählt.

### Wappen und Flagge
Blasonierung: Das Wappen der Stadt Bad Lippspringe zeigt drei silberne (weiße) Kreuze im roten Felde.
Flagge: Die Flagge der Stadt Bad Lippspringe zeigt die Farben rot-weiß längsgestreift und ist mit dem Wappen der Stadt versehen.
Die Gemeinde bekam um 1445 die Stadtrechte verliehen. Trotzdem ist erst 1623 ein Wappen bekannt. Dieses zeigte bereits drei Kreuze, die mutmaßlich dem Wappen von Paderborn entstammten. Im 18. Jahrhundert wechselten die Farben zu den heutigen. Das heutige Wappen wurde genehmigt, als die Stadt als Bad anerkannt wurde.

Stadtwappen
Banner der Stadt
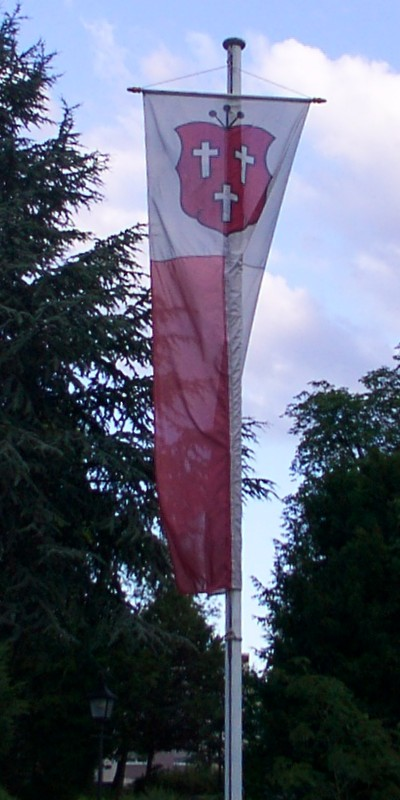
Banner der Stadt (Foto)

### Städtepartnerschaften
Bereits vor der Wiedervereinigung Deutschlands bestand die Städtefreundschaft zwischen Bad Lippspringe und Templin in Brandenburg. Am 1. September 1990 wurde die Urkunde über die Städtefreundschaft unterzeichnet.
Seit dem Bestehen der internationalen Städtepartnerschaft mit Droichead Nua (engl. Newbridge) im County Kildare, Irland, 1997 haben sich zwischenzeitlich mehr als 2500 Menschen aus den beiden Städten besucht. Für einen regen Austausch und den Erhalt der Partnerschaft sorgen die Partnerschaftsvereine.

## Kultur und Sehenswürdigkeiten

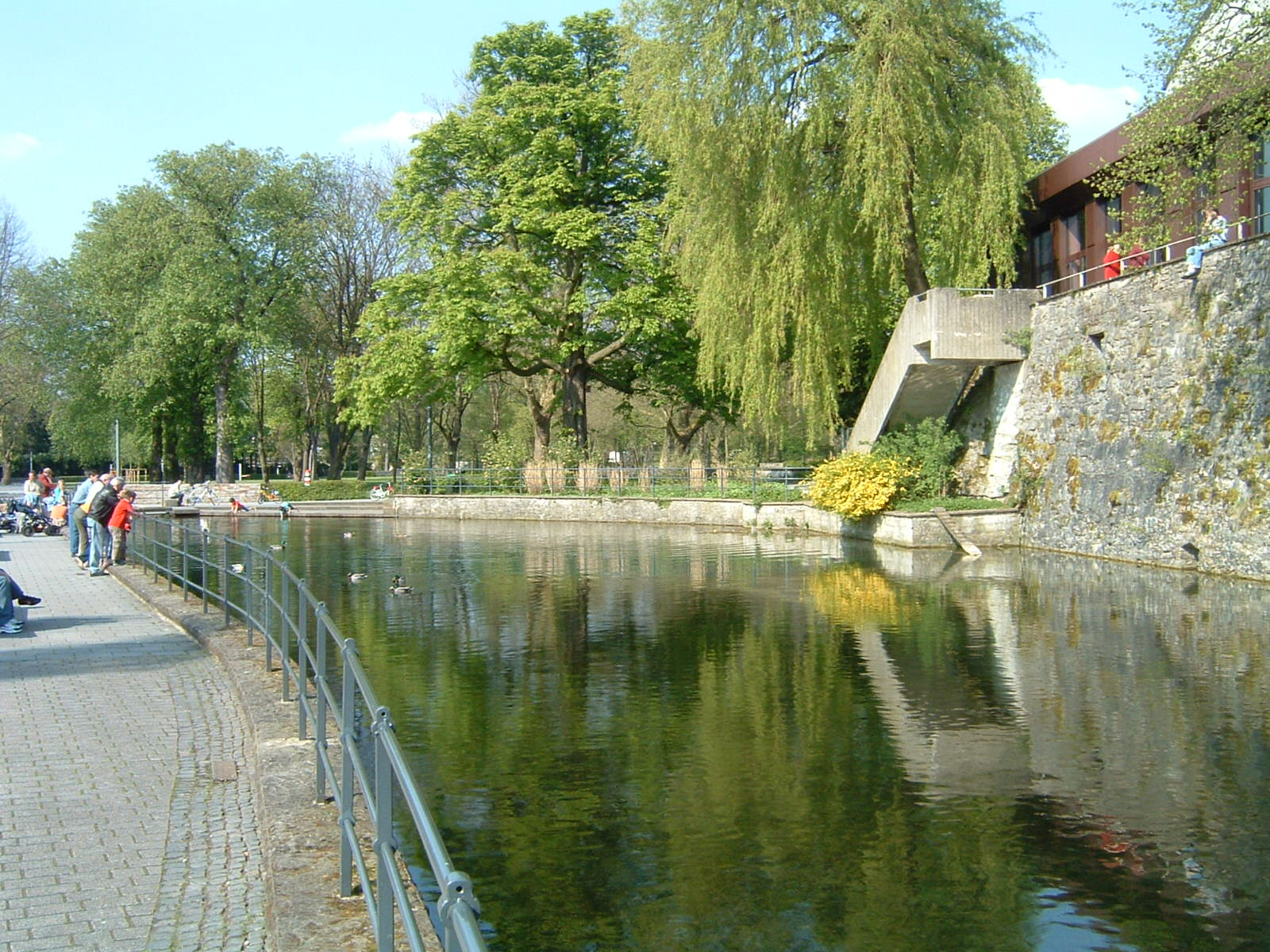
Lippequelle, rechts die Burg

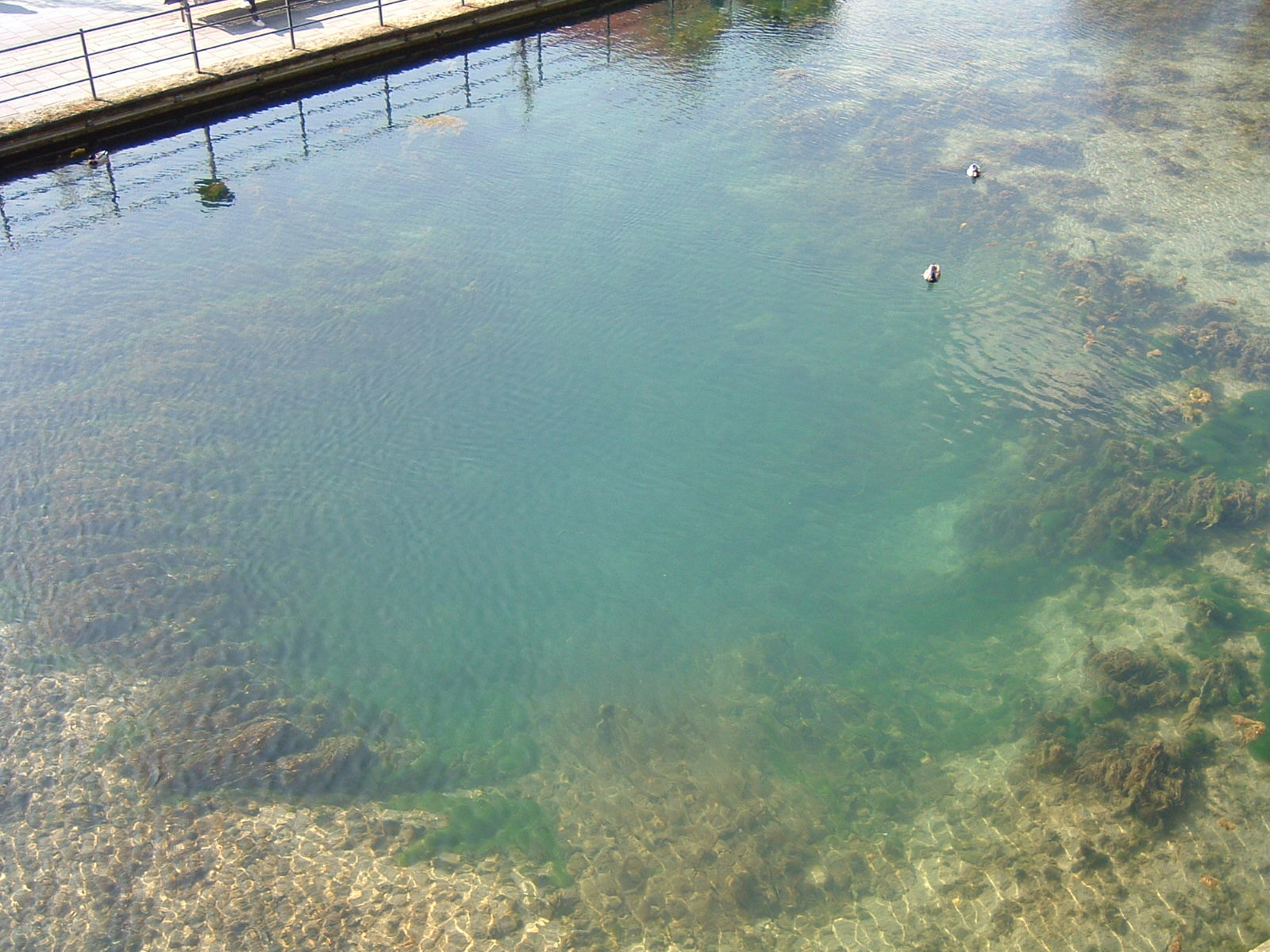
„Odins Auge“, markantes Merkmal der Lippequelle

### Theater und Kino
Die Stadt verfügt über kein eigenes Theater. Das Kongresshaus in Trägerschaft der Stadt kann für Kulturveranstaltungen mit bis zu 620 Personen genutzt werden. Die nächstgelegenen Spielhäuser sind das Theater Bielefeld, das Landestheater Detmold und das Theater Paderborn, in dessen Einzugsbereich Bad Lippspringe liegt. Seit Juni 2003 ist am Lippe-Institut – gegenüber der Lippequelle – das Odins-Filmtheater ansässig. Das Programm besteht aus aktuellen Spielfilmen.

### Museen
Der örtliche Heimatverein betreibt in Bad Lippspringe ein Heimatmuseum im Haus Hartmann. Hier werden vorrangig Exponate zur Ortsgeschichte und der örtlichen Landwirtschaft gezeigt. Das Museum ist in fünf Epochen gegliedert. Als sehenswert gelten ein Modell des Bad Lippspringer Rathauses von 1802 und ein Stadtmodell von 1600.

### Musik
Im Bereich der Chormusik gibt es Angebote für verschiedene Zielgruppen. Die Herren Vocalisten singen Stücke von den Comedian Harmonists, Volkslieder und Chorsätze der Romantik. Im Kinder- und Jugendchor Jungbrunnen singen und musizieren Jungen und Mädchen im Alter von 3 bis 27 Jahren. Der Männerchor Harmonie wurde 1919 gegründet und besteht aus etwa 80 Sängern, deren Repertoire Volkslieder und moderne Chorsätze umfasst. Der Pastoralverbund Bad Lippspringe und Schlangen bietet einen Kinderchor, eine eigene Musikgruppe, die Schola Cantorum Lippiagyspringiae und den Kinderchor St.Martin
Die Kantorei der Ev. Kirchengemeinde ist mit ihren ca. 70–80 Sängerinnen und Sängern die tragende Säule der ev. Kirchenmusik in Bad Lippspringe. Große bekannte Oratorien von J. S. Bach wie seine Passionsmusiken und alljährlich auch Bachs bekanntes Weihnachtsoratorium werden, neben dem gottesdienstlichen Singen, einstudiert und aufgeführt.
Der Kolping Musikverein hat etwa 60 Musiker und spielt Märsche und moderne Unterhaltungsmusik. Der Musikzug der Freiwilligen Feuerwehr bildet Jugendliche und Erwachsene an Instrumenten aus. Sie spielen zu Festen und eigenen Konzerten. Der Spielmannszug der Freiwilligen Feuerwehr besteht aus 40 Musikern.

### Bauwerke
Am Dedinghauser Weg 10 liegt das Gut Dedinghausen. Dieses wurde 1036 erstmals erwähnt. Einige Bauten stammen vom Anfang des 17. bis 19. Jahrhunderts. Im Herrenhaus entstanden um 1600 zwei dekorierte Kaminwangen.
Der mächtige Wohnbau der Burg Lippspringe (Ruine) an den Lippequellen stammt wohl aus dem 13. oder 14. Jahrhundert. 1785 wurde die bereits verfallene Burg endgültig aufgegeben.
1696 gab es in Bad Lippspringe einen Bildstock mit einer Pietà. Später wurde um das Heiligenhäuschen die Lindenkapelle errichtet, deren Rückwand der Bildstock bildete.
Die Katholische Marienkapelle ist ein dreijochiger Saalbau von 1842.
An der Detmolder Straße entstand von 1845 bis 1846 die evangelische Pfarrkirche. Der Turm stammt von 1859, die Seitenschiffe wurden erst 1899–1900 angefügt. Im Jahr 2005 wurde die Kirche saniert und der Innenraum umgestaltet.
Die Katholische Pfarrkirche St. Martin ist eine neugotische Hallenkirche und wurde 1899/1900 errichtet. Der im Kern romanische Westturm ist mit einem Renaissanceportal versehen, über dem sich ein 1600 bezeichnetes Martinsrelief befindet. Die historistische Ausstattung ist nahezu vollständig erhalten.
Das sogenannte Prinzenpalais im Arminiuspark ist ein villenartiges klassizistisches Kurmittelhaus von 1853 bis 1854.
Sehenswert ist auch das denkmalgeschützte Brunnenhaus der Liborius-Heilquelle.
Im Süden und Westen des Stadtkerns, im Bereich der Straße An der Stadtmauer sind noch längere Abschnitte der um 1380 errichteten Stadtmauer erhalten, die zum Teil in Häusern verbaut sind. Die Mauer war etwa 6 Meter hoch und wurde um 1800 größtenteils abgetragen. Im Südosten der Befestigung findet sich der Stumpf eines runden Mauerturmes, der von der Steinbekestraße aus zu sehen ist. In der Nordost-Ecke stand ein etwa 10 Meter hoher Turm, dessen Grundmauern zwischen 2006 und 2008 freigelegt und anschließend wieder aufgemauert wurden.
Im Kurwald liegt die Bruder-Klaus-Friedenskapelle, die dem Heiligen Niklaus von Flüe geweiht ist.

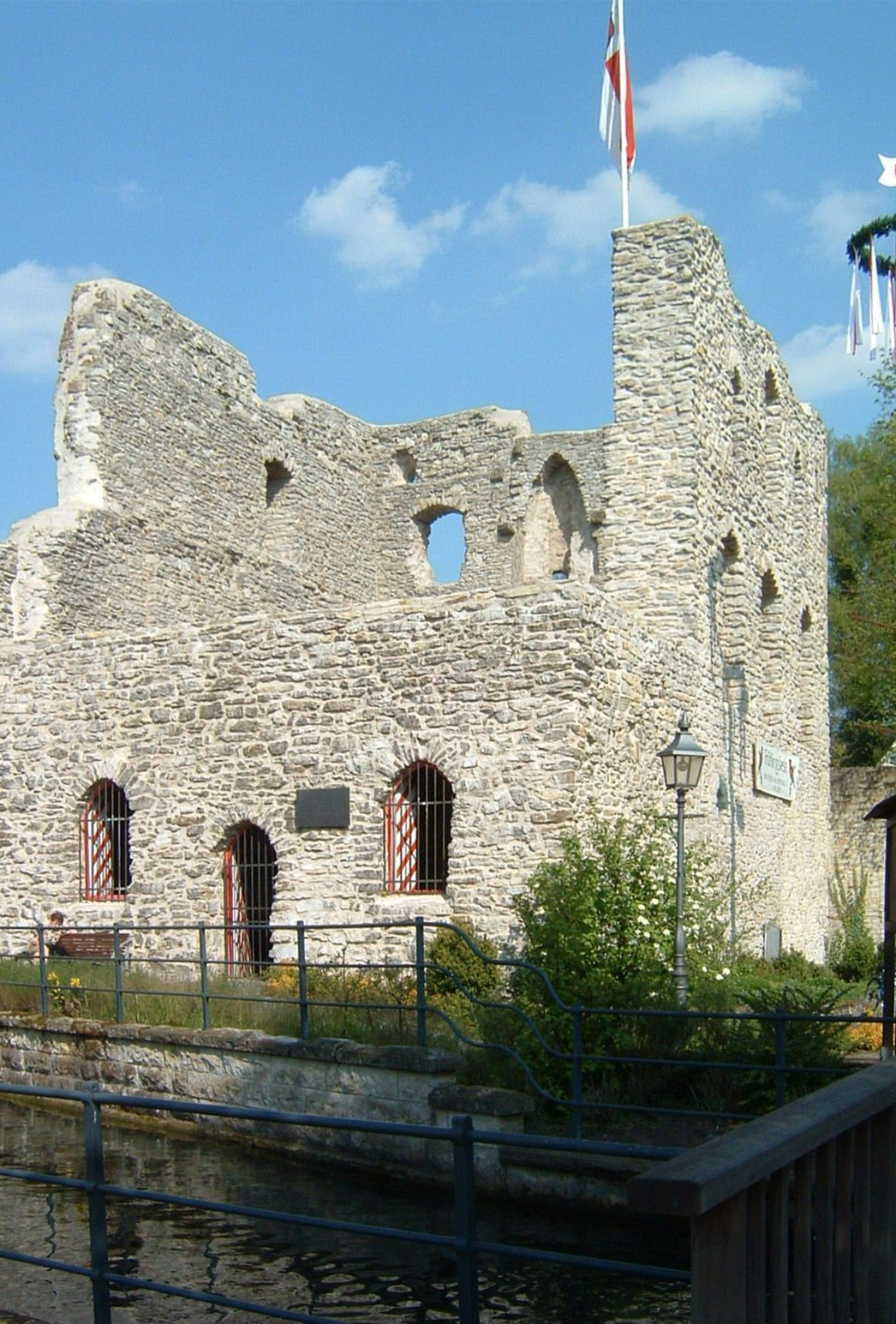
Die Burg an der Lippequelle
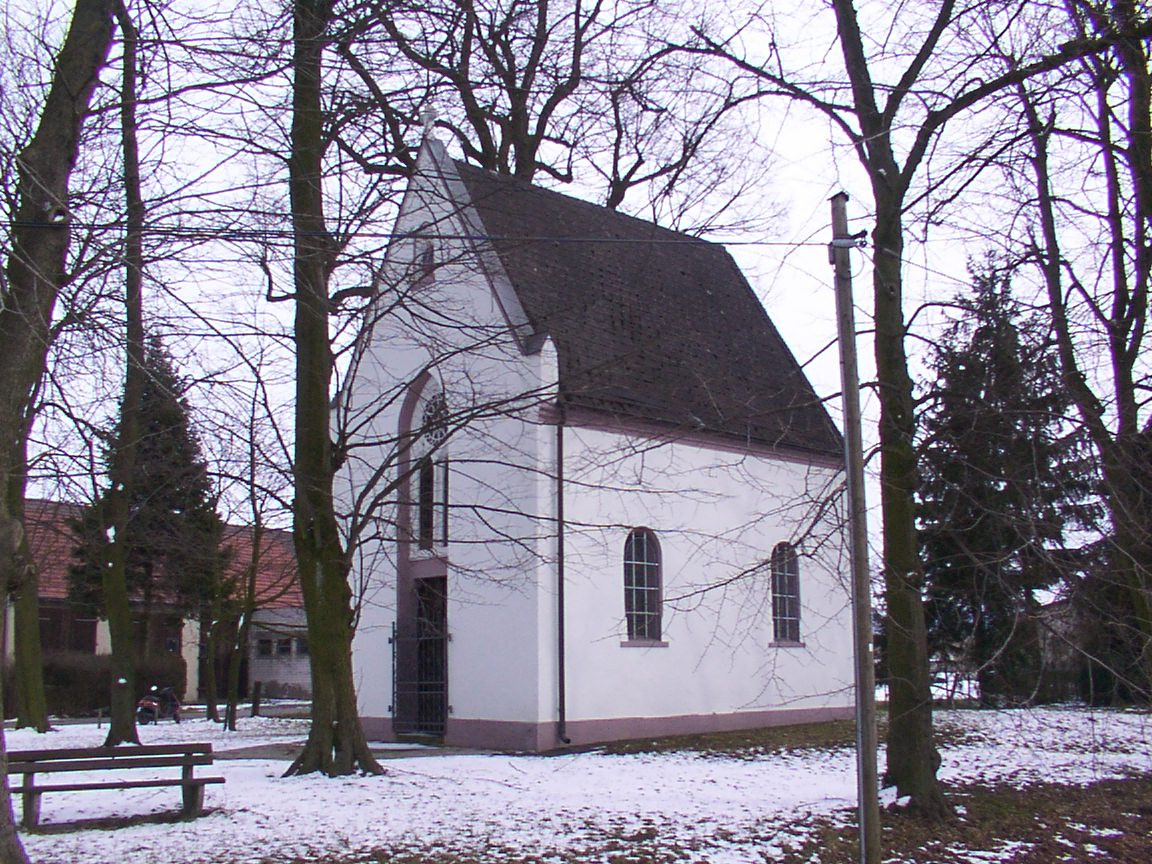
Lindenkapelle
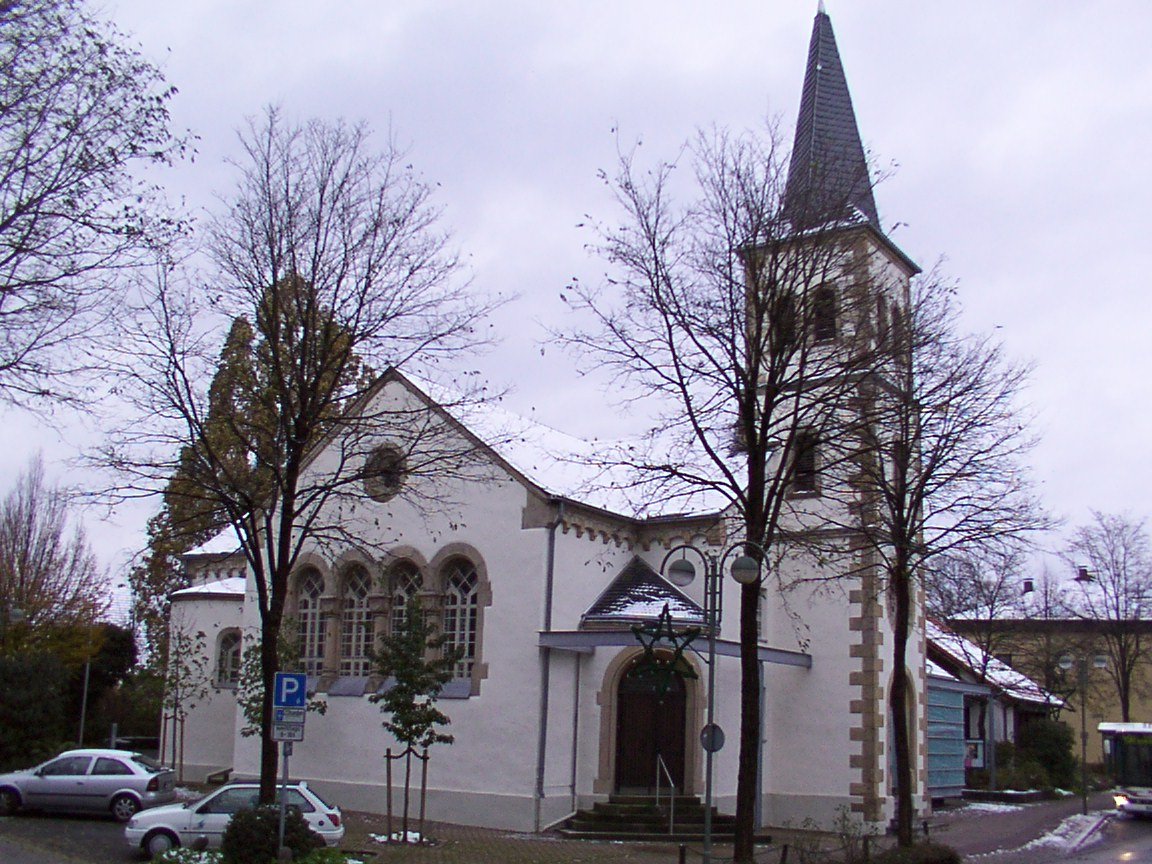
Evangelische Kirche von 1845
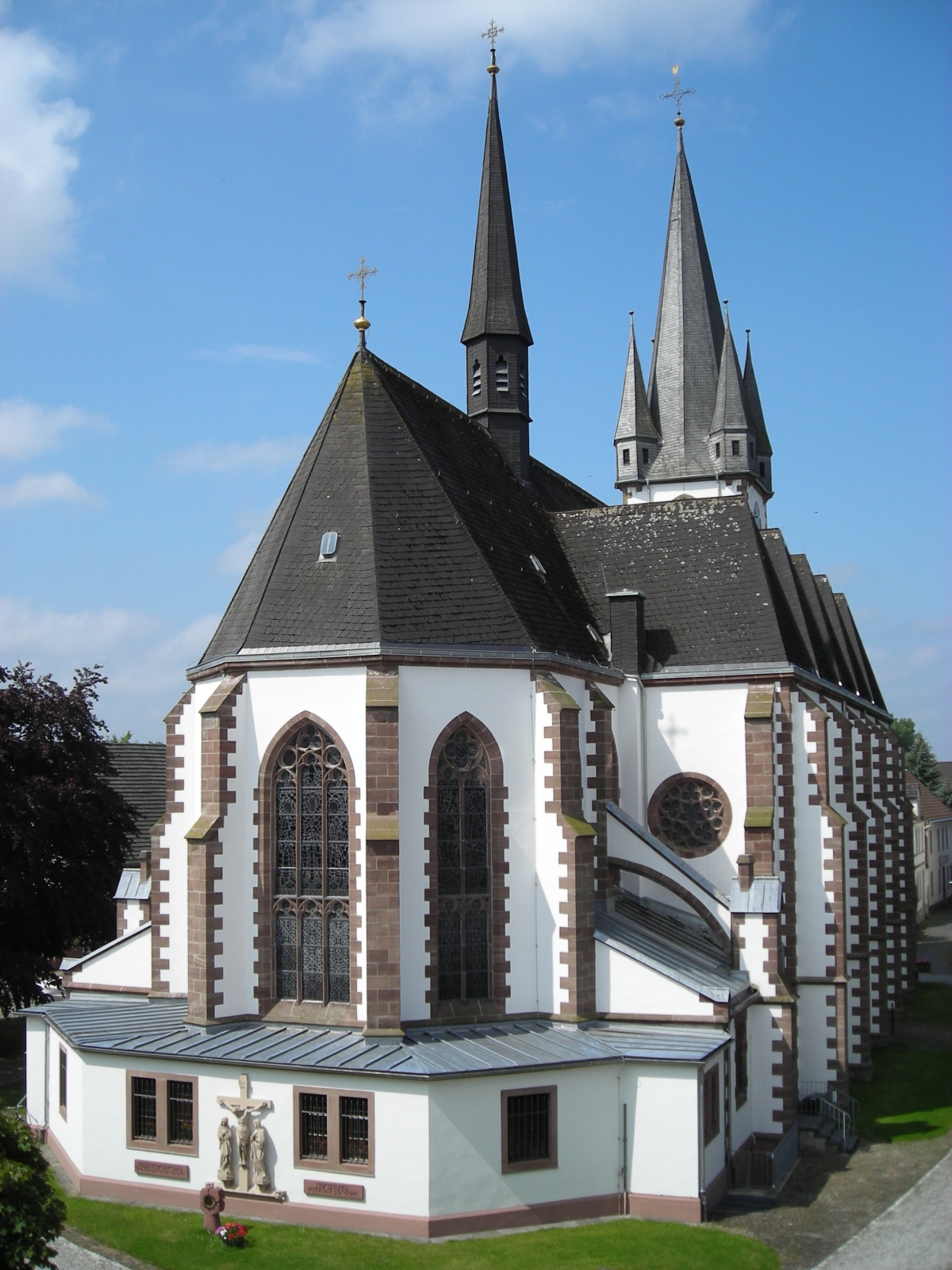
Pfarrkirche St. Martin von 1899
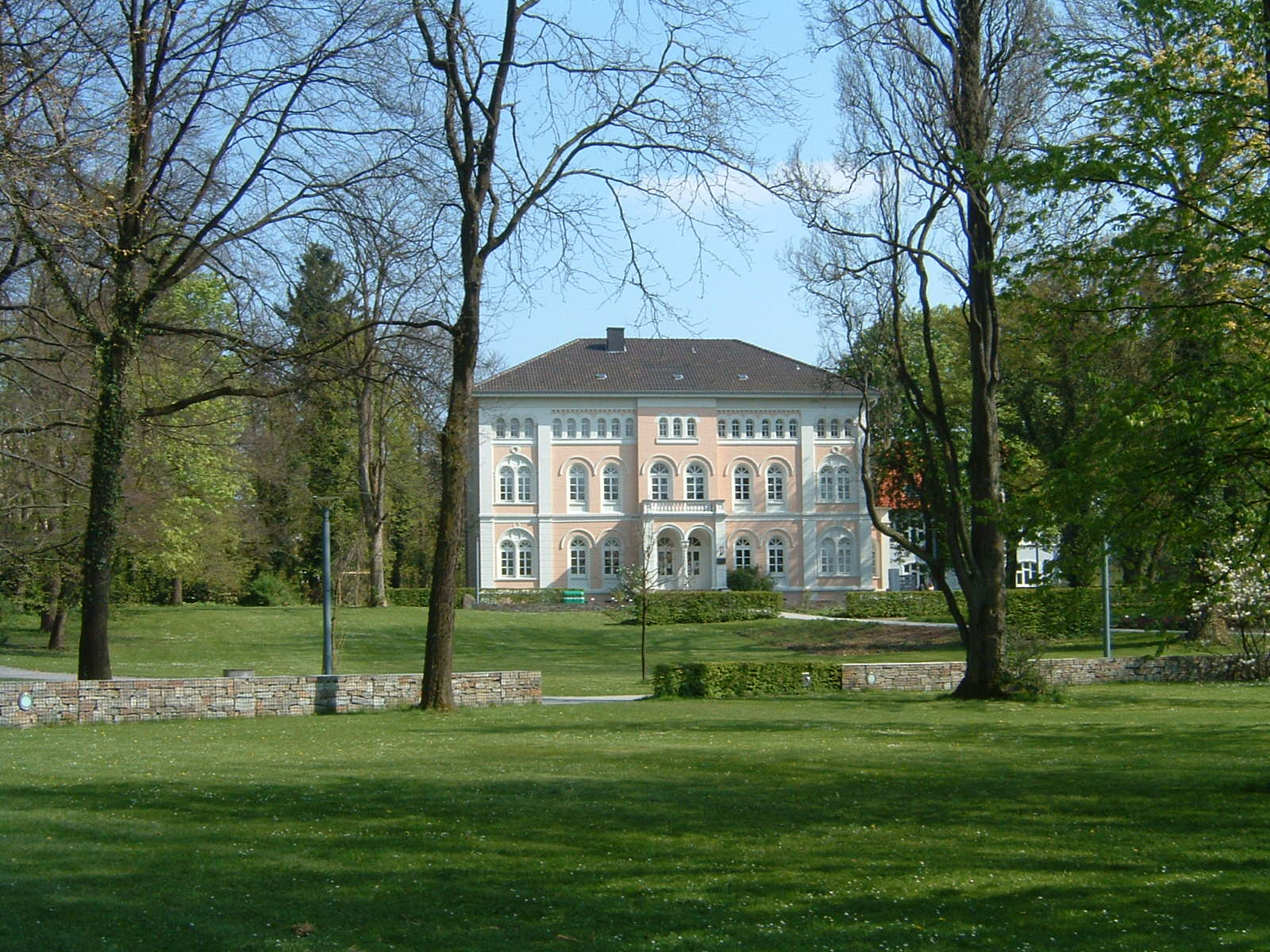
Prinzenpalais im Arminiuspark

### Parks, Heilwald und Gartenschau

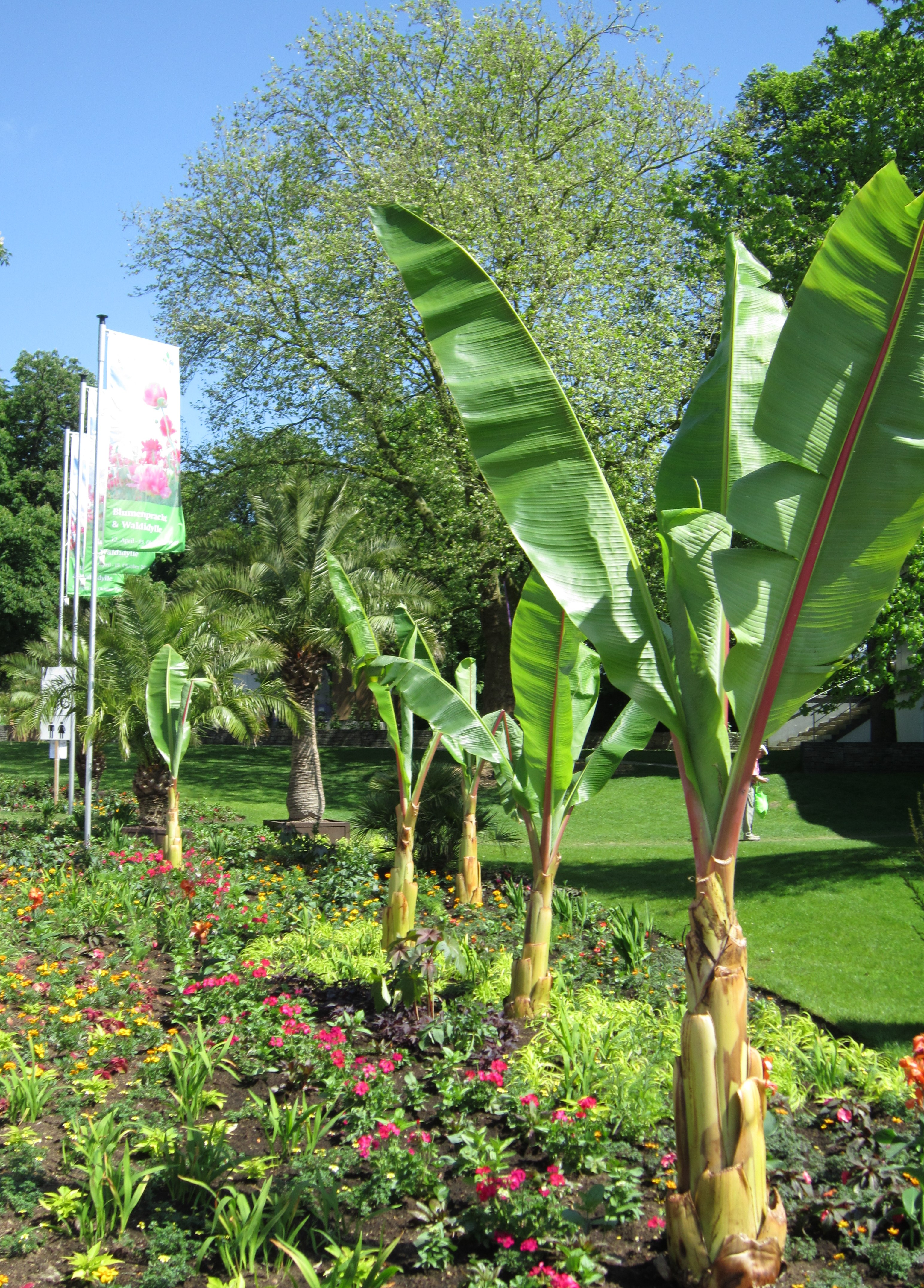
Arminiuspark während der Landesgartenschau

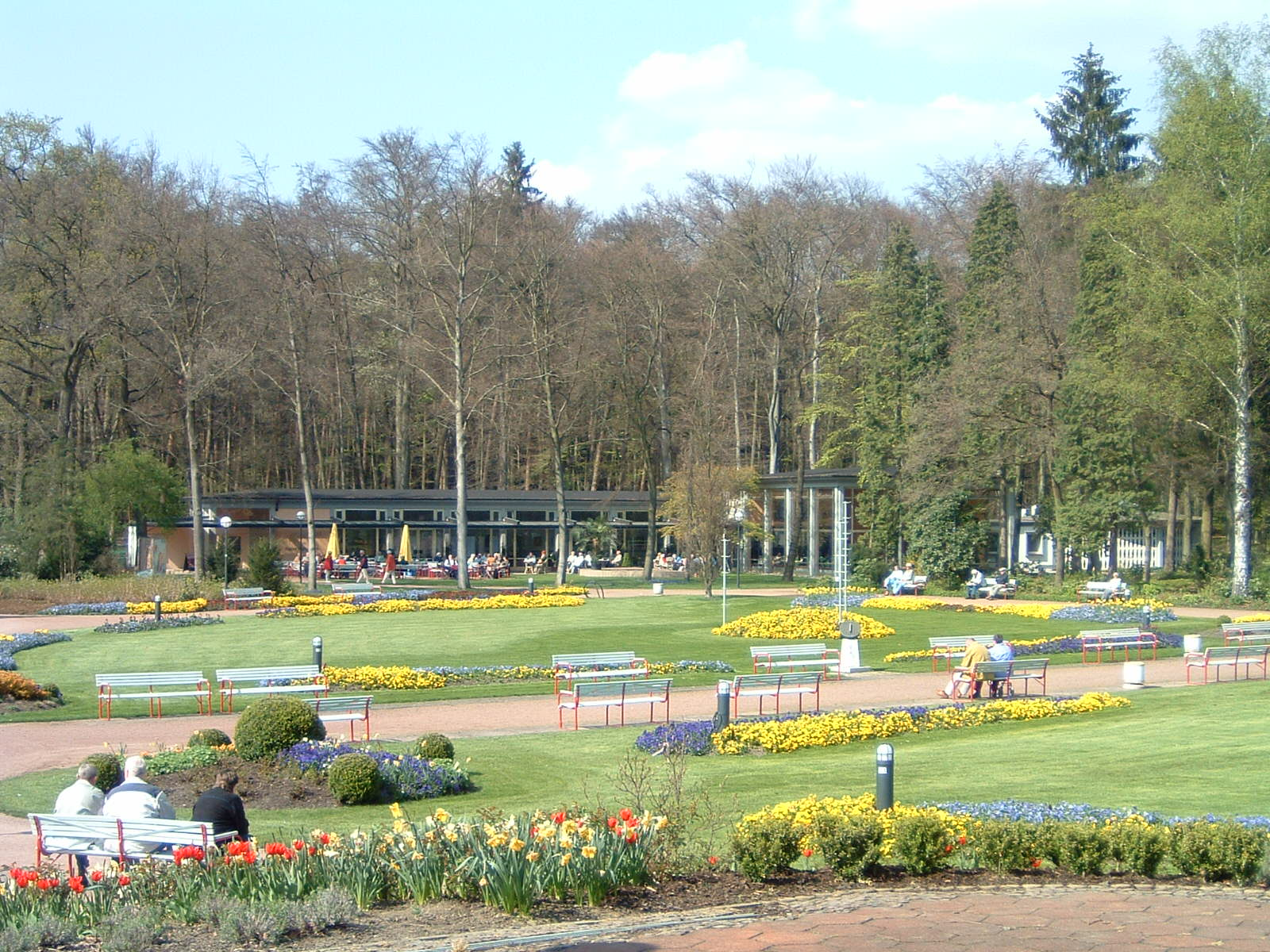
Der Kaiser-Karls-Park vor dem Umbau zur Landesgartenschau

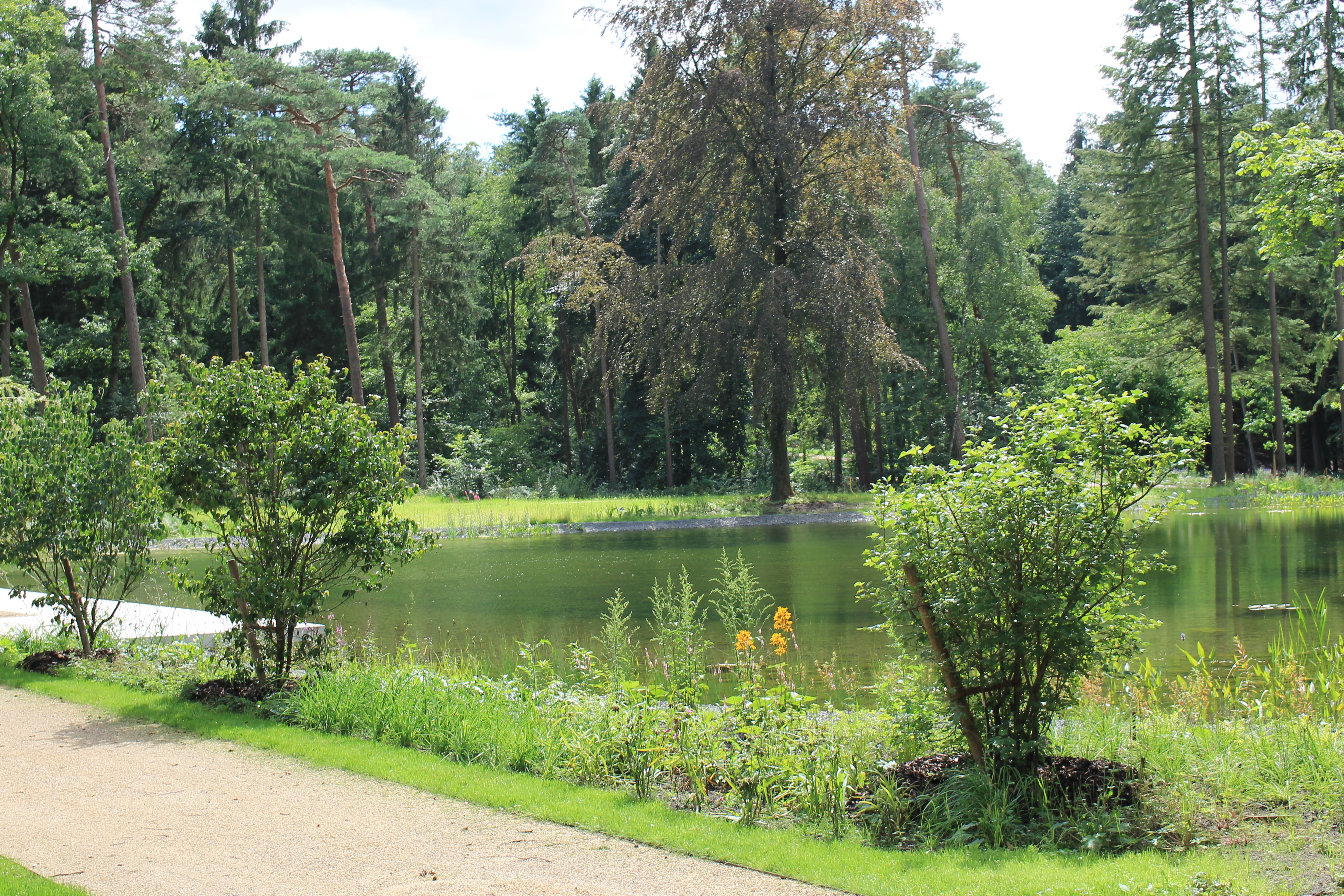
Der Waldpark mit Blick auf die Mersmannteiche, Bereich der Landesgartenschau 2017

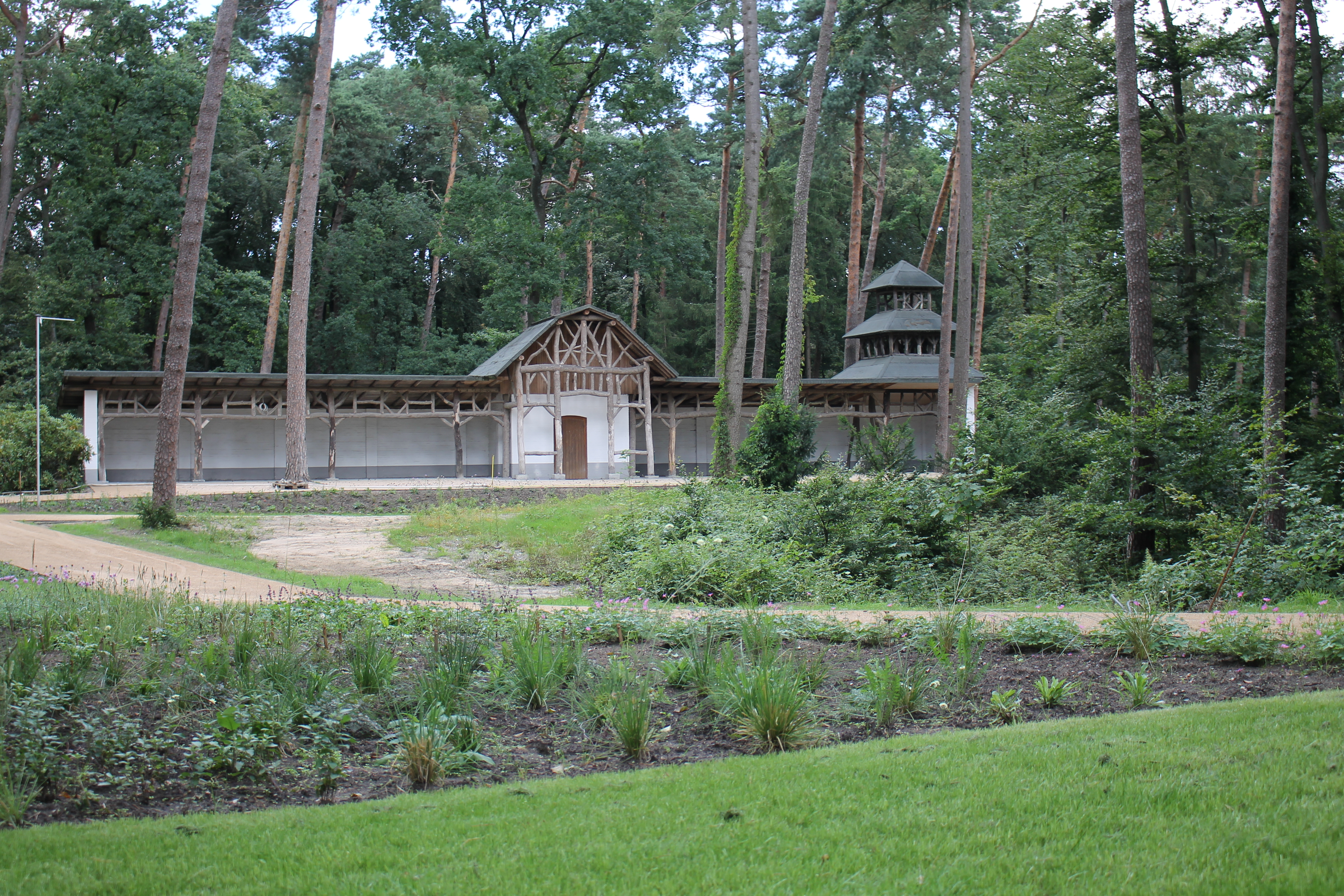
Alte Liegehalle im Heilwald, Gelände der Landesgartenschau

In Bad Lippspringe gibt es vier ausgewiesene Parkanlagen. Dies sind der Arminius- und der Jordanpark, die direkt aneinander angrenzen und nur durch eine Straße getrennt sind. Sie sind öffentlich zugänglich und haben zusammen eine Größe von etwa 6,5 ha. Beide Grünflächen erfreuen sich großer öffentlicher Beliebtheit und dienen als Treffpunkt. Der Jordanpark beherbergt die namensgebende Jordanquelle und hat eher Wald-ähnlichen Charakter. Außerdem befindet sich hier ein Wasserspielplatz für Kinder. Der südlich vom Jordanpark gelegene Arminiuspark, weist hingegen eine große Rasenfläche auf und hat eher einen Parkcharakter. Hier fand Jahr 2017 ein Teil der Landesgartenschau NRW statt. Der Arminiuspark entstand in den 1840er Jahren und wurde durch den Paderborner Kunstgärtner Nölting im Stil eines englischen Landschaftsgartens gestaltet. Als Vorbild dienten ihm dabei Pläne des berühmten Gartenbaudirektors Peter Joseph Lenné und dessen Schülern. Der Park liegt in direkter Nachbarschaft zur Lippequelle und zur Burgruine der Stadt. Außerdem liegt hier das heute als Prinzenpalais bezeichnete ehemalige Kurhaus. Im Arminiuspark findet sich auch die sogenannte Nebelwiese. Aufragende Röhren verteilen hier zeitweise künstlich erzeugten Nebel. Dieser soll den Besuchern die Reduzierung des Pollenfluges bei feuchter Witterung demonstrieren.
Der Kaiser-Karls-Park, ein Kurpark mit Wasserfontänen, vielen Blumenbeeten und seltenen Bäumen, wurde ab 1951 angelegt, da Arminius- und Jordanpark als Kriegsfolge von den britischen Streitkräften beschlagnahmt worden waren. Benannt wurde der Park nach Karl dem Großen, welcher bereits in „Lippiogyspringiae in Saxonia“ verweilte. Die Anlage war bis öffentlich zugänglich und rund vier ha groß. Mit Blumenbeeten, Ziersträuchern und immergrünen Gehölzen war der Park als Lustgarten anmutend im Kontrast zum Arminiuspark angelegt worden und leitete einen Neubeginn des Kurbetriebes ein. Im Zuge der Bauarbeiten für die Landesgartenschau 2017 wurde der Park gesperrt und komplett neu gestaltet. In Kombination mit dem angrenzenden und in NRW einzigen Heilwald, wird eine Neuausrichtung des dortigen Pflanzkonzeptes umgesetzt.
Der erwähnte Heilwald grenzt nördlich an das Stadtgebiet und ist etwa 200 ha groß. Er wurde Anfang des 19. Jahrhunderts angelegt, um die aus der Senne herannahende Wanderdüne aufzuhalten. Dafür wurden vermehrt Kiefern gepflanzt und die Dünen somit überformt und gefestigt. In diesem Kiefern-Mischwald bildete sich ein angenehmes Waldklima heraus, welches später in der Hochzeit des Kurbetriebes genutzt wurde, um die Patienten in sogenannten Liegehallen verweilen zu lassen. Von diesen historischen Liegehallen ist heute noch ein Exemplar vorhanden. Diese Wald-Kulisse war ebenfalls Teil der Landesgartenschau im Jahr 2017.

### Planetenweg

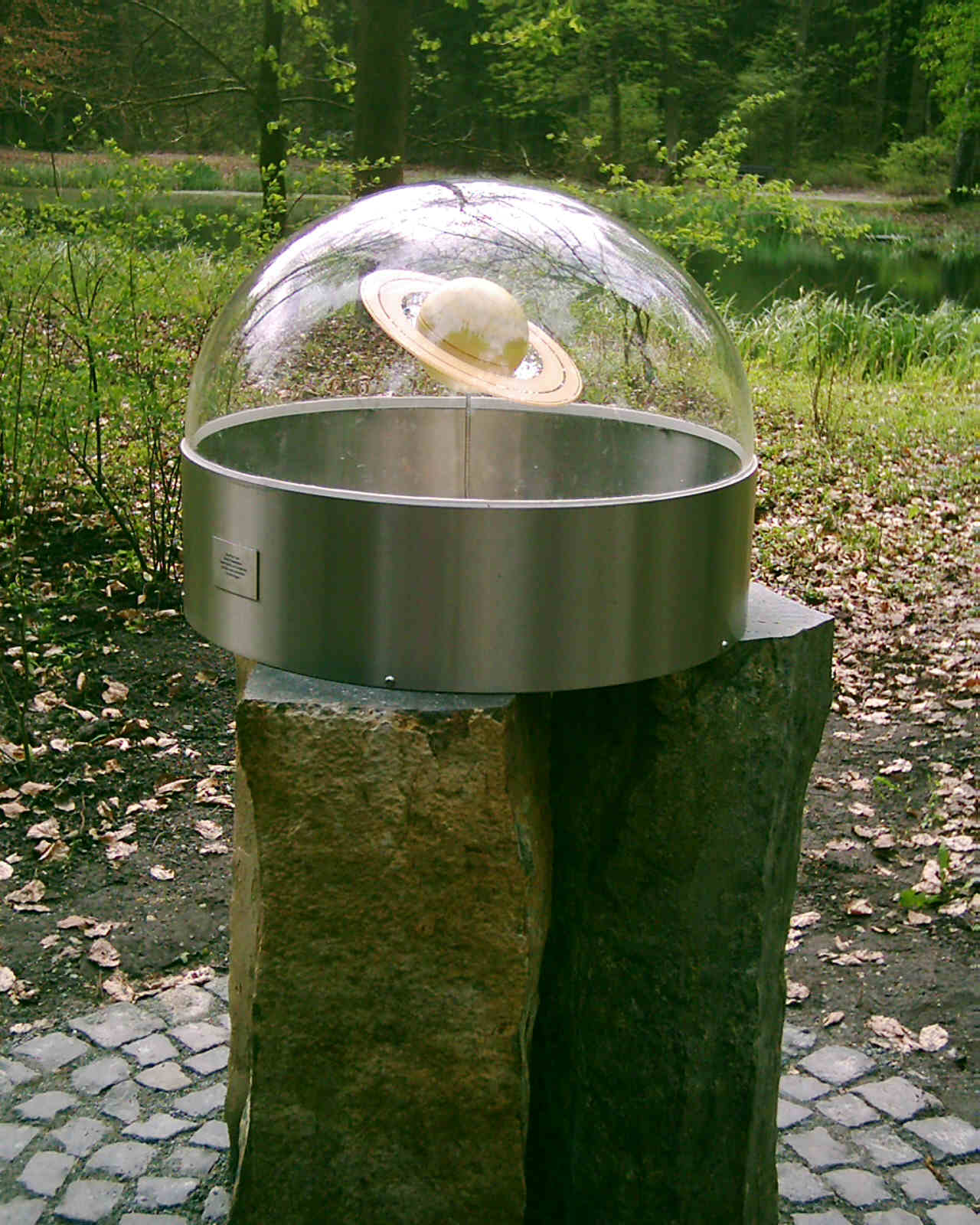
Modell des Saturn in Bad Lippspringe

Im Arminiuspark in der Nähe vom Prinzenpalais beginnt mit dem Modell der Sonne ein 6 km langer Planetenweg im Maßstab 1:1 Mrd. Sowohl die Abstände und die Größen der Himmelskörpermodelle sind in diesem Maßstab dargestellt. Gefördert wurde der Lehrpfad durch die Planetariumsgesellschaft Ostwestfalen-Lippe. Er ist einer der schönsten und abwechslungsreichsten Planetenwege Deutschlands.

### Schutzausweisungen für die Natur
Über das Stadtgebiet erstrecken sich drei Naturschutzgebiete. Das größte unter ihnen ist das Gebiet Egge-Nord, welches mit seiner Erweiterung rund 765 ha umfasst. Weitere Schutzgebiete sind der Rosenberg mit etwa 26,8 ha und die Lippeniederung, die sich bis zum Paderborner Ortsteil Mastbruch auf etwa 159,3 ha erstreckt.
In Bad Lippspringe ist die Beispring-Quelle als jüngstes Naturdenkmal ausgewiesen. Weitere Denkmäler sind ein Feldahorn an der Kurparkstraße, eine Platane im Arminiuspark, die „Hermann-Löns-Eiche“ am Nordostrand des Kurwaldes sowie je eine Sommerlinde an der Burgstraße und am Dammhof.
Im Stadtgebiet wurden 1989 und 1999 mit den Landschaftsplänen Paderborn – Bad Lippspringe und Sennelandschaft neben den schon aufgeführten Schutzausweisungen auch die Landschaftsschutzgebiete Landschaftsschutzgebiet Fließgewässer und Auen, Landschaftsschutzgebiet Paderborner und Bad Lippspringer Wälder, Landschaftsschutzgebiet Offene Kulturlandschaft (Paderborn – Bad Lippspringe), Landschaftsschutzgebiet Kurwald Bad Lippspringe mit Strotheaue und Landschaftsschutzgebiet Untere Senne vom Kreistag ausgewiesen.

### Sport

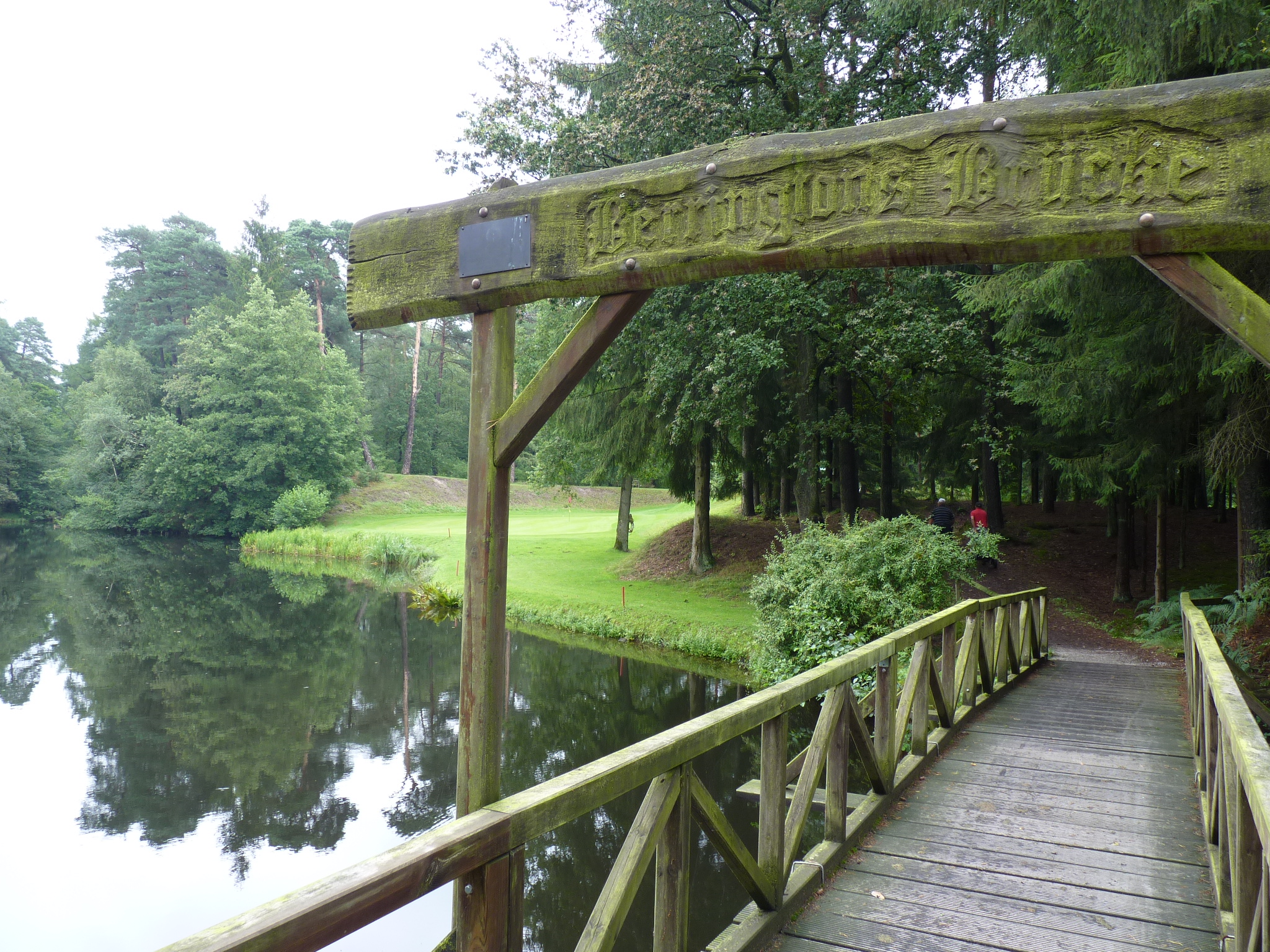
Bahn 12 des Golfplatzes

Die beiden allgemeinen Sportvereine im Ort sind der BV Bad Lippspringe und der TV Jahn. Weitere Sportvereine bieten Darts, Golf, Gymnastik, Schach, Schießsport, Tennis, Tischtennis und Volleyball an. Ferner gibt es in Bad Lippspringe eine DLRG-Ortsgruppe, einen Schwimmverein, einen Reit- und Fahrverein sowie einen Automobilclub und einen Tanzsportclub.
Im Stadion am Kurwald gibt es einen Kunstrasenplatz und einen Rasenplatz. Hier finden die Fußballspiele des BVL statt. Weiterhin werden hier die leichtathletischen Disziplinen für das Sportabzeichen abgenommen. An der Schule im Bruch steht ein Kunstrasenplatz den Vereinen und der Öffentlichkeit zur Verfügung. Seit 2007 verfügt die Stadt über einen Bike-Parcours, der insbesondere für BMX-Räder eingerichtet wurde. Auf über 2500 m² gibt es drei Strecken in verschiedenen Schwierigkeitsstufen.
2021 bewarb sich die Stadt zusammen mit Paderborn und Bad Wünnenberg als Host Town für die Gestaltung eines viertägigen Programms für eine internationale Delegation der Special Olympics World Summer Games 2023 in Berlin. 2022 wurde sie als Gastgeberin für Special Olympics Uruguay ausgewählt. Die Delegation bestand aus etwa 80 Personen. Damit wurde die Stadt Teil des größten kommunalen Inklusionsprojekts in der Geschichte der Bundesrepublik mit mehr als 200 Host Towns.

### Regelmäßige Veranstaltungen
- Sparkassen-Waldleuchten (Frühjahr, in der Gartenschau, faszinierende Leuchtobjekte und tausende LED-Lichter verwandeln den Park in einen bunten Zauberwald)
- Parkfestival (Pfingsten, im Arminiuspark, Livemusik, Weindorf, Kunsthandwerkermarkt …)
- Sandwelten (Sommer, in der Gartenschau, meterhohe Skulpturen aus Spezialsand zu wechselnden Themen)
- Kürbisfestival (Herbst, in der Gartenschau, Skulpturen aus tausenden von Kürbissen zu wechselnden Themen, Sortenausstellung, Veranstaltungen wie Kürbisregatta und Kürbisschnitzen, Kürbisleckereien …)
- Stadtfest (Herbst, in der Innenstadt, Kirmes, Rinderwurstessen, Bierfassrollen, Megamurmelrollen, Seniorennachmittag, Handwerkerfrühstück …)
- Weihnachtlicher Zauber (erstes Adventswochenende, auf der Burg/im Kongresshaus, Kunsthandwerkermarkt, Mitmachprogramm, Leckerein…)

### Kulinarische Spezialitäten
Die Wässer der Liborius-, der Arminius- und der Martinusquelle gelten als Heilwässer und sind frei entnehmbar. In der Kaiser-Karls-Trinkhalle wird darüber hinaus auch Heilwasser ausgeschenkt. Auch die Rinderwurst zum traditionellen Stadtfest im Oktober gilt als kulinarische Spezialität Bad Lippspringes.

## Wirtschaft und Infrastruktur

### Verkehr
Die Bundesstraße 1 tangiert die Stadt Bad Lippspringe im Nord-Westen. Durch den Ort verläuft die K38, die Marienloh mit Schlangen verbindet. Die A 33 ist mit der B 1 über die Anschlussstelle Paderborn-Elsen erreichbar.
Nächstgelegene Bahnhöfe sind die Fernbahnhöfe Paderborn Hbf (etwa 10 km entfernt) und Altenbeken (etwa 14 km entfernt) und der Regionalbahnhof Horn-Bad Meinberg an der Bahnstrecke Herford–Himmighausen (etwa 16 km entfernt). Zwischen 1906 und 1965 hatte die Stadt mit der Bahnstrecke Paderborn Nord–Bad Lippspringe einen Stichanschluss an Paderborn. Die Gleise sind mittlerweile vollständig abgebaut und zum Teil zum Radweg umgewidmet.
Bad Lippspringe ist mit Regionalbussen der Linie R50 Paderborn–Schlangen und der Linie R51 Horn – Bad Lippspringe – Paderborn erreichbar. Nach Paderborn besteht werktags ein 15-Minuten-Takt, samstags ein Halbstundentakt und sonntags außer zu Tagesrandzeiten ein Stundentakt. Darüber hinaus verkehrt zu Vorlesungszeiten der Universität Paderborn die Uni-Linie zwischen Schlangen und der Universität. Die Stadt gehört zum Nahverkehrsverbund Paderborn-Höxter („Hochstift-Tarif“).
Der nächste Verkehrsflughafen ist der rund 30 km entfernte Flughafen Paderborn-Lippstadt. Für die Allgemeine Luftfahrt wird der Flugplatz Paderborn-Haxterberg genutzt, der ca. 15 km südwestlich von Bad-Lippspringe gelegen ist.
Direkt an die Stadt grenzt der Flugplatz Bad Lippspringe, der Teil des Truppenübungsplatzes Senne ist.

### Medien
In Bad Lippspringe erscheinen mit der Neuen Westfälischen und dem Westfälischen Volksblatt zwei Tageszeitungen. Hinzu kommen mit den Bad Lippspringer Nachrichten sowie der Quelle-Zeitung zwei anzeigenfinanzierte Stadtmagazine.
Bad Lippspringe gehört zum Berichtsgebiet des Regionalstudios Bielefeld des WDR und von Radio Hochstift, das es in der Berichterstattung als Lokalradio mit abdeckt.

### Öffentliche Einrichtungen
Die Westfalen-Therme bietet auf 18.000 m² verschiedene Wasser- und Erlebniswelten. Ferner gibt es einen Saunabereich und mehrere Außenschwimmbecken. Die Therme wird von der 1962 erbohrten Martinus-Quelle versorgt.
Sowohl die Evangelische Gemeinde als auch die Katholische Gemeinden St. Marien und St. Martin betreiben eine jeweils öffentliche Bücherei.
Die Freiwillige Feuerwehr Bad Lippspringe gliedert sich in sieben Abteilungen, darunter drei Löschzüge, eine Jugendfeuerwehr, die Ehrenabteilung sowie der Spielmannszug und der Musikzug. Ausgerüstet ist die Feuerwehr mit einem Einsatzleitwagen, zwei Löschgruppenfahrzeugen, einem Gelenkmast, einem Tanklöschfahrzeug und einem Rüstwagen sowie drei Mannschaftstransportfahrzeugen und zwei Kommandowagen.

### Bildung
Die Gemeinde bietet zwei Grundschulen und eine Gesamtschule an. Im Jahr 2007 wurden an den Schulen der Gemeinde mit 91 Lehrkräften insgesamt 1492 Schüler unterrichtet, davon 40,6 % an den Grundschulen, 13,3 % an der Hauptschule, 42,4 % an der Realschule, sowie 3,7 % an der Förderschule.
Zum Schuljahr 2013/14 wurde die 4-zügige Gesamtschule Bad Lippspringe gegründet.
Im Ort gibt es eine Zweigstelle für Erwachsenenbildung der Volkshochschule Paderborn. Die Medizinisches Zentrum Bad Lippspringe GmbH betreibt das Lippe-Institut, bestehend aus einer Fachschule für Logopädie, Ergotherapie und Physiotherapie.
Die W&W Musikschule ist Mitglied im Bundesverband Deutscher Privatmusikschulen. Sie bietet musikalische Früherziehung, das Erlernen von Instrumenten sowie Musiktheorie und Gesang- und Gehörbildung an.

### Ansässige Unternehmen
Haupterwerbszweig der Stadt ist die Gesundheitsbranche. Sieben Kliniken mit unterschiedlichen Schwerpunkten haben sich zum Medizinischen Zentrum für Gesundheit (MZG) zusammengeschlossen. Die Privat-Klinik Waldfrieden bietet hauptsächlich Angebote für Senioren.
Ansonsten ist Bad Lippspringe mittelständisch geprägt mit einem ausgewogenen Branchen-Mix. Vorrangig finden sich Unternehmen im Einzelhandel, in der Gastronomie und im Übernachtungsgewerbe. Aber auch zahlreiche produzierende Gewerbe und Handwerksbetriebe sind hier ansässig.

## In Bad Lippspringe geboren oder mit der Stadt verbunden

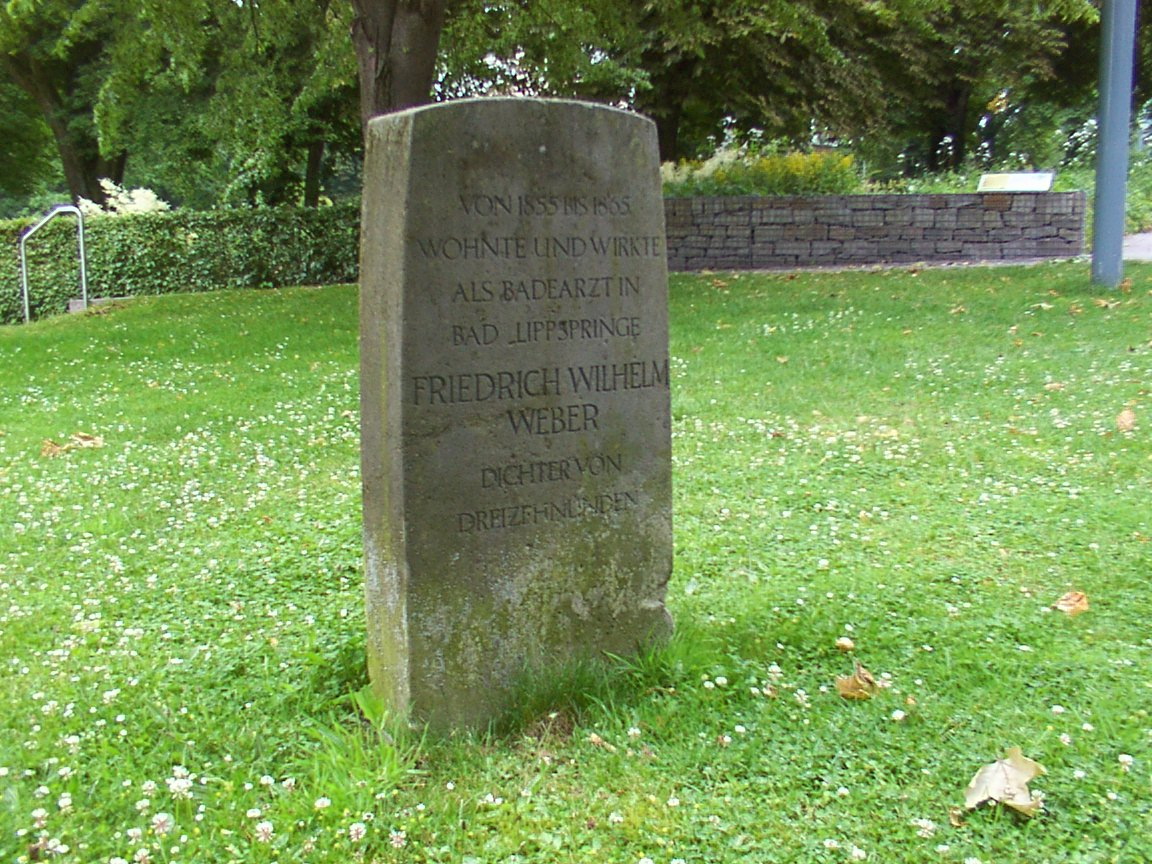
Gedenkstein F.W. Weber

- „Die Josepsche“ von Etteln um 1611 wegen Hexereiverdachts in Lippspringe inhaftiert und gefoltert
- Alexander Hermann von Wartensleben (1650–1734), preußischer Generalfeldmarschall, geboren in Lippspringe
- Friedrich Wilhelm Weber (1813–1894), deutscher Epiker, Brunnenarzt in Lippspringe
- Otto Rapmund (1845–1930), Gründer des Auguste-Viktoria-Stifts
- Heinrich Schelhasse (1896–1977), Maler des Expressionismus, in Lippspringe geboren
- Friedrich Kühn (1907–1979), deutscher Politiker der CDU, geboren in Lippspringe
- Wilhelm Wegener (1911–2004), Rechtshistoriker und Genealoge, geboren in Lippspringe
- Karl Feith (1912–1991), Kunstmaler für Blumen-Landschaftsbilder[42]
- Erich Fuchs (1921–2008), deutscher Internist und Allergologe, langjährig Ober- und Chefarzt an der Asthmaklinik mit Allergieforschungsinstitut in Bad Lippspringe
- Wilhelm Kusserow (1914–1940), Kriegsdienstverweigerer, der unter dem NS-Regime hingerichtet wurde, lebte in Bad Lippspringe
- Wolfgang Kusserow (1922–1942), Kriegsdienstverweigerer, der unter dem NS-Regime hingerichtet wurde, lebte in Bad Lippspringe
- Mechtild Rothe (* 1947), Vize-Präsidentin des Europäischen Parlaments, aufgewachsen in Bad Lippspringe
- Sabine Lösing (* 1955), Mitglied im Europäischen Parlament, aufgewachsen in Bad Lippspringe
- Hans-Ulrich Hengst (* 1955), Kommunalpolitiker (parteilos), geboren in Bad Lippspringe
- Annette Weber (* 1956), deutsche Kinderbuchautorin, unterrichtete in Bad Lippspringe als Grundschullehrerin
- Markus Gellhaus (* 1970), deutscher Fußballtrainer, spielte Fußball beim BV Bad Lippspringe
- Judith Rakers (* 1976), deutsche Journalistin und Tagesschau-Sprecherin, aufgewachsen in Bad Lippspringe[43]
- Antonio Di Salvo (* 1979), italienischer Fußballspieler, spielte Fußball beim BV Bad Lippspringe